# Meerschweinchen
Meerschweinchen (Caviidae) sind eine Familie aus der Ordnung der Nagetiere. Zur Familie gehören etwa 20 Arten, die in drei Unterfamilien und sechs Gattungen eingeordnet werden. Dabei enthält sie die Eigentlichen Meerschweinchen (Caviinae) mit dem in Mitteleuropa bekannten Hausmeerschweinchen (Cavia porcellus) sowie 13 wildlebenden Arten, die beiden Arten der Pampashasen (Dolichotinae) und die Hydrochoerinae, zu denen die beiden Vertreter der Gattung Kerodon und mit den Capybaras die größten lebenden Nagetiere der Welt zählen. Trotz der geringen Artenzahl stellen sie damit auch eine der in ihren Merkmalen heterogensten Familien innerhalb der Nagetiere dar, mit einer Größenspanne von 22 Zentimetern und einem Gewicht von etwa 200 bis 300 Gramm bei den kleinsten Arten bis zu 1,30 Metern und einem Körpergewicht von mehr als 65 Kilogramm bei den Capybaras.
Wildlebende Arten der Meerschweinchen sind über fast den gesamten südamerikanischen Kontinent mit Ausnahme der dichten Regenwaldgebiete und des äußersten Südens verbreitet. Sie leben primär im trockenen Grasland, kommen jedoch mit einzelnen Arten auch in Sumpf- und Feuchtgebieten oder in trockenen Gebirgs- und Halbwüstenregionen vor. Die Tiere leben in Bauten am Boden und ernähren sich pflanzlich vor allem von Gräsern und anderen Grünpflanzen. Einzelne Arten leben in monogamen Paaren, andere in Haremsgruppen oder als promiske Einzelgänger.
Mit dem Hausmeerschweinchen wurde eine Art der Meerschweinchen als Nutztier für die Fleischproduktion domestiziert und ist als Heimtier heute weltweit verbreitet.

## Merkmale

### Allgemeine Merkmale

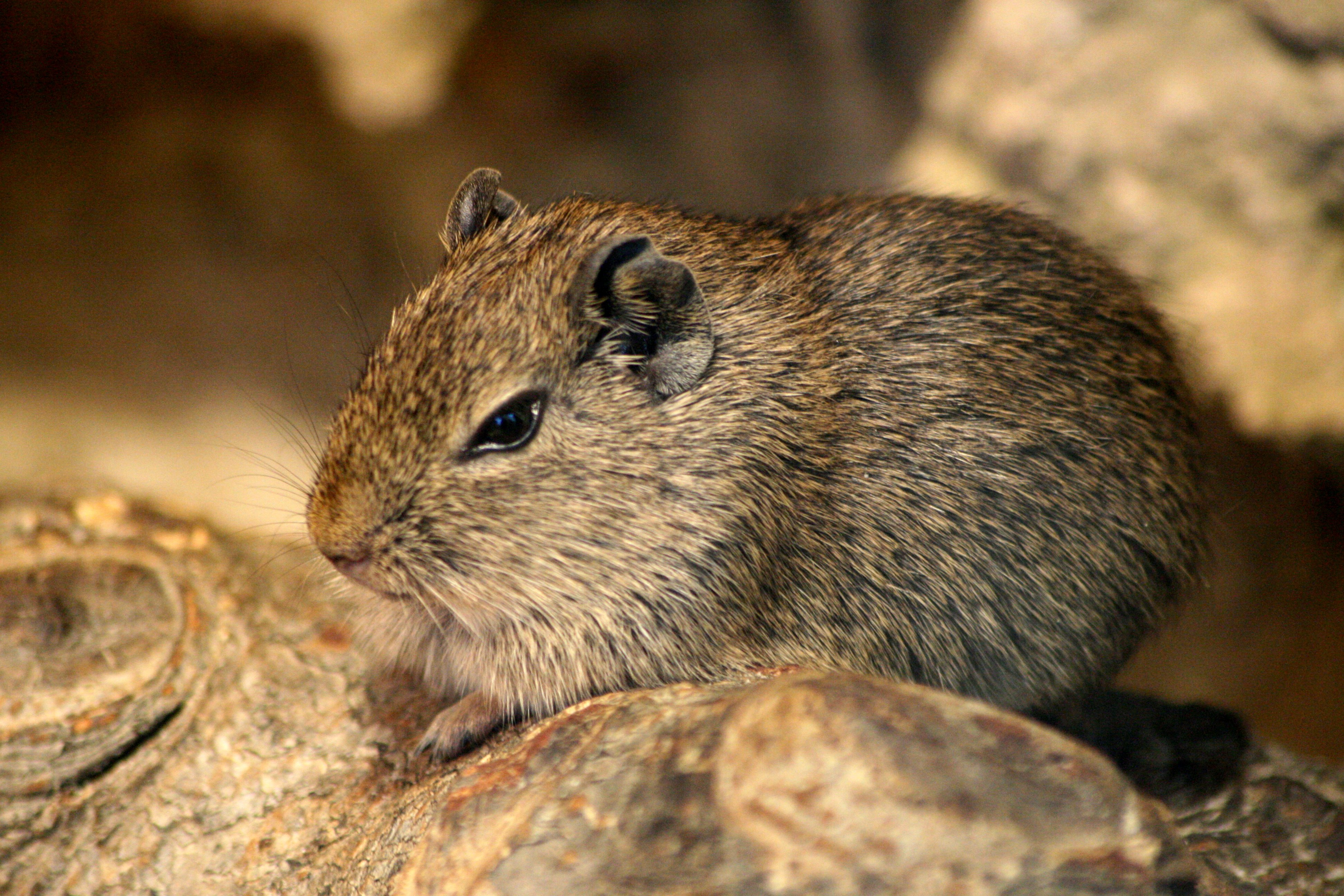
Wieselmeerschweinchen (Galea musteloides)

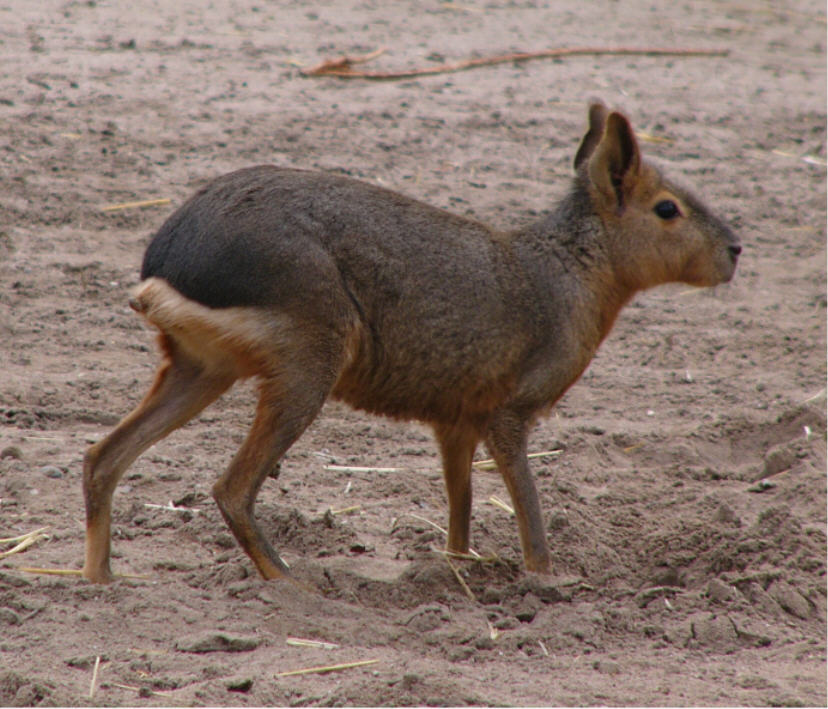
Großer Pampashase (Dolichotis patagonum)

Die Meerschweinchen enthalten zwar im Vergleich zu anderen Nagetiergruppen nur eine relativ geringe Anzahl verschiedener Arten, weisen dabei jedoch eine recht hohe morphologische Diversität auf. Während die Eigentlichen Meerschweinchen und die Capybaras kompakt gebaute Tiere mit eher kurzen Gliedmaßen sind, ähneln die Pampashasen mit ihren langen Beinen und großen Ohren eher den Hasen. Die Körpergrößen reichen von den kleinen Arten der Zwergmeerschweinchen mit einer Kopf-Rumpf-Länge von etwa 22 Zentimetern und einem Gewicht von etwa 200 bis 300 Gramm bis zu den Capybaras als größte Nagetiere der Welt mit einer Kopf-Rumpf-Länge von bis 1,30 Metern bei einem Körpergewicht von mehr als 65 Kilogramm. Zwischen den Geschlechtern gibt es dabei mit Ausnahme der Geschlechtsorgane nur geringe oder keine Unterschiede im Aussehen, bei den Capybaras werden die Weibchen etwas größer als die Männchen. Übereinstimmende Merkmale aller Angehörigen betreffen vor allem den Schädelbau und die Ausgestaltung der Zähne sowie molekularbiologische und genetische Merkmale.
Allen Arten der Meerschweinchen gemein ist das vollständige oder weitgehende Fehlen eines Schwanzes, nur bei den Pampashasen ist ein rudimentärer Schwanz vorhanden. Der Körper ist in der Regel gedrungen mit einem im Verhältnis zum restlichen Körper relativ großen Kopf. Die Augen sind groß, die Ohren bei den meisten Arten verhältnismäßig klein und die Beine meistens kurz und stämmig. Eine Ausnahme bilden hier die hasenähnlichen Pampashasen mit ihren relativ langen Beinen und im Vergleich zu den anderen Meerschweinchen großen Ohren. Bei ihnen ist der Körper etwas länger und die Hinterbeine sind länger und muskulöser als die Vorderbeine, zudem sind die Schlüsselbeine reduziert, um den Vorderbeinen mehr Bewegungsfreiheit zu geben. Die Vorderfüße der Eigentlichen Meerschweinchen haben vier und die Hinterfüße drei Zehen, die alle in scharfen Krallen enden und von denen der mittlere der längste ist. Bei den Arten der Gattung Kerodon sind dagegen flache Nägel ausgebildet und die Nägel der Capybaras sind stumpf gerundet. Die Pampashasen besitzen an den Vorderbeinen ebenfalls scharfe Krallen, die Nägel der Hinterfüße sind allerdings hufähnlich ausgebildet. Bei allen Meerschweinchen haben die Sohlen lederartige Ballen, die einen festen Halt am Boden oder beim Klettern geben. Capybaras und auch das Riesenmeerschweinchen haben zudem Schwimmhäute zwischen den Zehen zur Fortbewegung im Sumpf und im Wasser.
Das Fell kann wie bei den Capybaras rau und borstig sein, bei den Eigentlichen Meerschweinchen ist es häufig weich und glatt. Es ist bei den meisten Arten grau oder braun bis rötlich-braun gefärbt, wobei die Färbung vor allem bei den Arten der Echten Meerschweinchen mit einem großen Verbreitungsgebiet sowie beim Hausmeerschweinchen sehr variabel ist.
Das Sehvermögen der Meerschweinchen ist dichromatisch, das bedeutet, sie können wie viele Säugetiere nur Blau von Grün unterscheiden, nicht aber Rot.

### Merkmale des Schädels und Gebiss
| 1 | · | 0 | · | 1 | · | 3 | = 20 |
| 1 | · | 0 | · | 1 | · | 3 | = 20 |

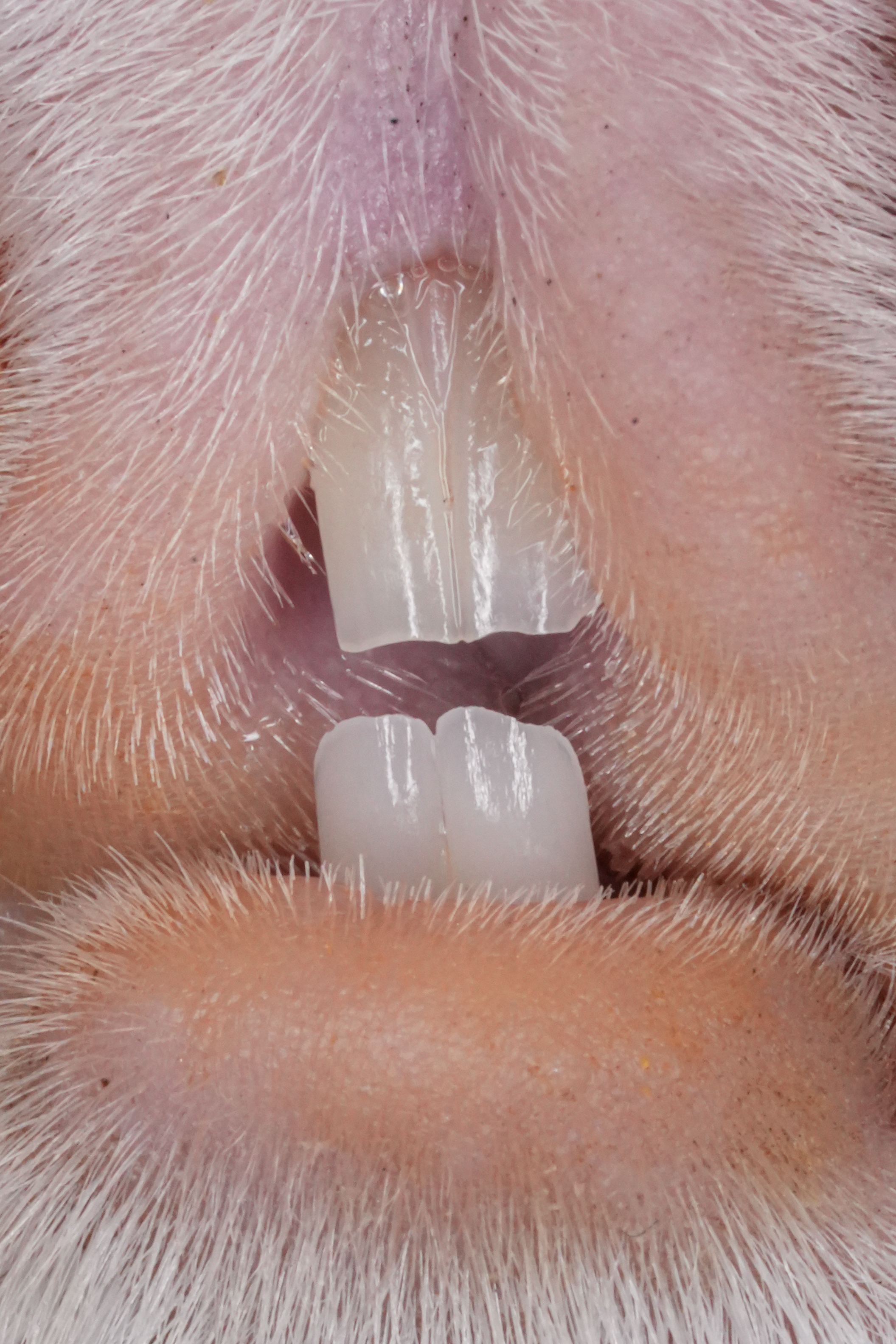
Nagezähne eines Hausmeerschweinchens

Die Tiere besitzen ein typisches Nagetiergebiss mit zu Nagezähnen umgewandelten Schneidezähnen (Incisivi) und eine darauf folgende Zahnlücke (Diastema). Sowohl im Oberkiefer als auch im Unterkiefer folgen pro Hälfte je ein Prämolar sowie drei Molaren. Insgesamt verfügen die Tiere damit über ein Gebiss aus 20 Zähnen. Die Zähne sind bei allen Arten hypsodont und nach vorne zusammenlaufend. Die Zahnkronen sind prismatisch und die Zähne wachsen zeitlebens nach.
Die Kiefer der Meerschweinchen sind hystricomorph („stachelschweinartig“): Der vom Hinterende des Unterkieferkörpers ausgehende Processus angularis (Winkelfortsatz) steht nicht in einer Linie mit dem Rest des Kiefers, wie es bei anderen Nagetieren mit sciurognathem („hörnchenartigem“) Kieferbau der Fall ist, sondern ist seitlich abgewinkelt. Der Massetermuskel (Musculus masseter medialis), ein Kiefermuskel, verläuft dabei teilweise durch das Foramen infraorbitale („Unteraugenloch“), das entsprechend vergrößert ist, zudem fehlt ihnen wie allen Vertretern der Hystricognathi die Infraorbital-Platte.
Innerhalb der Arten gibt es Unterschiede im Schädelbau, nach denen sie den verschiedenen Gattungen und Arten zugeordnet werden. Vor allem die Arten der Echten Meerschweinchen können als vergleichsweise ursprünglich angesehen werden. Sie besitzen eine nur geringe interorbitale Einschnürung des Schädels, einen verlängerten paroccipitalen Fortsatz des Hinterhauptbeines, einen relativ kurzen harten Gaumen und vergrößerte Paukenhöhlen. Ein besonderes Kennzeichen der Gelbzahnmeerschweinchen ist die namensgebende gelbe Pigmentierung der Zähne, die zudem weniger komplexe Zahnkronen aufweisen als die der Echten Meerschweinchen. Die Schädel der Zwergmeerschweinchen entsprechen denen der beiden anderen Gattungen der Caviinae, sind jedoch deutlich kompakter und abgerundeter als diese. Die Zähne entsprechen im Bau denen der Gelbzahnmeerschweinchen, des Weiteren haben sie ein vergrößertes Foramen incisivum sowie die im Verhältnis zur Schädelgröße größten Paukenhöhlen innerhalb der Meerschweinchen.
Bei den Capybaras sitzen die Augen und damit auch die Augenhöhlen mehr frontal am Kopf als bei den anderen Arten, die Männchen haben außerdem eine große Drüse im Nasenbereich. Die Mahlzähne sind bei den Capybaras zudem komplexer aufgebaut als bei allen anderen Gattungen und die hinteren Mahlzähne sind stark vergrößert, sodass sie insgesamt größer sind als die restlichen drei Prämolaren und Molaren zusammen. Bei den Kerodon-Arten ist der gesamte Schädel verlängert und sie haben ein besonders großes Diastema, ein Foramen infraorbitale fehlt ihnen. Der Schädel der Pampashasen wiederum ist sehr kompakt gebaut mit sehr kurzem knöchernen Gaumen, breitem Stirnbein, sehr weiten und abgewandelten Nasenlöchern, die nicht zum Zwischenkieferbein reichen und paroccipitalen Fortsätzen, die im Vergleich zu allen anderen Meerschweinchentypen stark verlängert sind. Auch bei ihnen sind die Paukenhöhlen vergrößert. Ferner sind die Mahlzähne vergrößert.

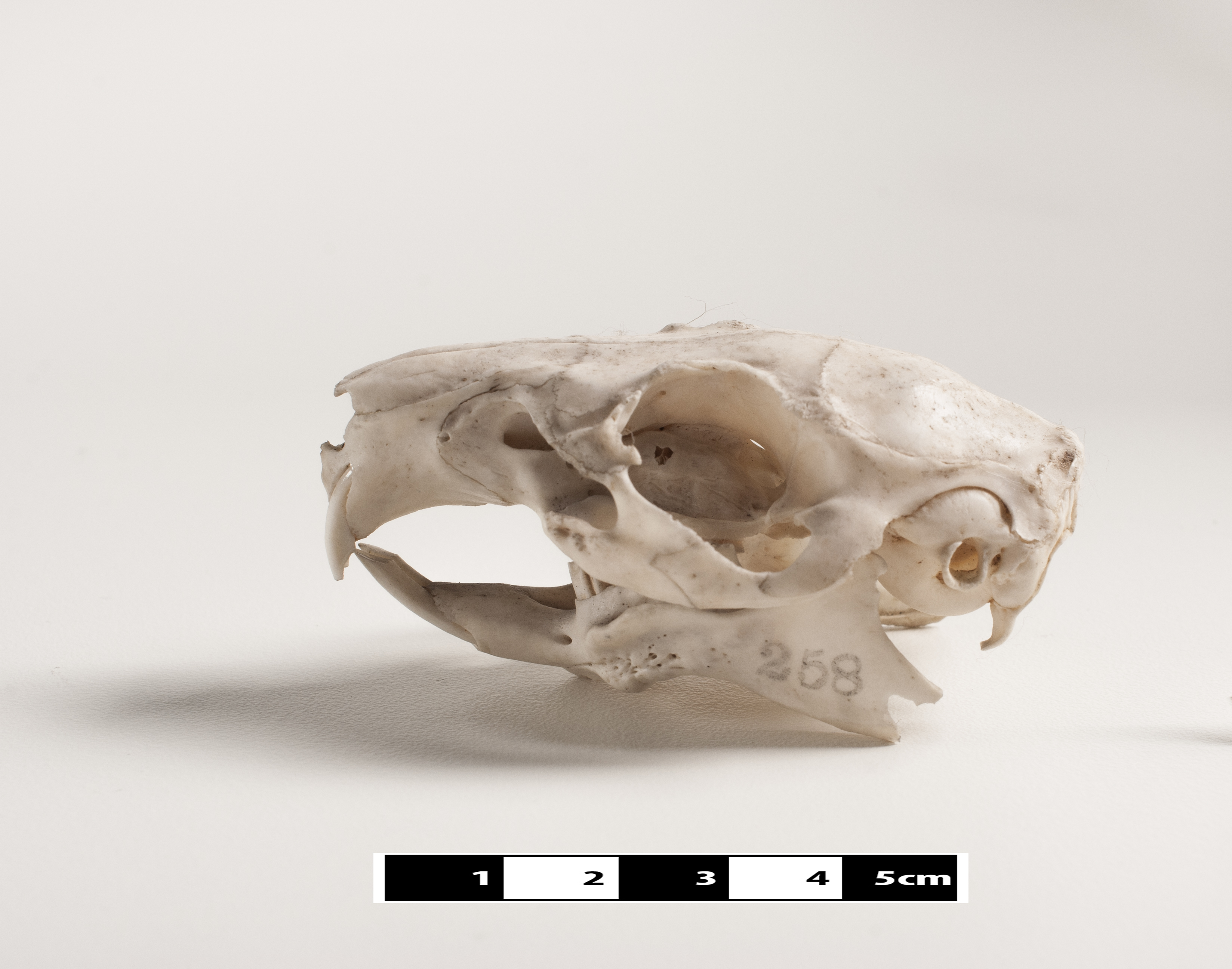
Schädel eines Hausmeerschweinchens
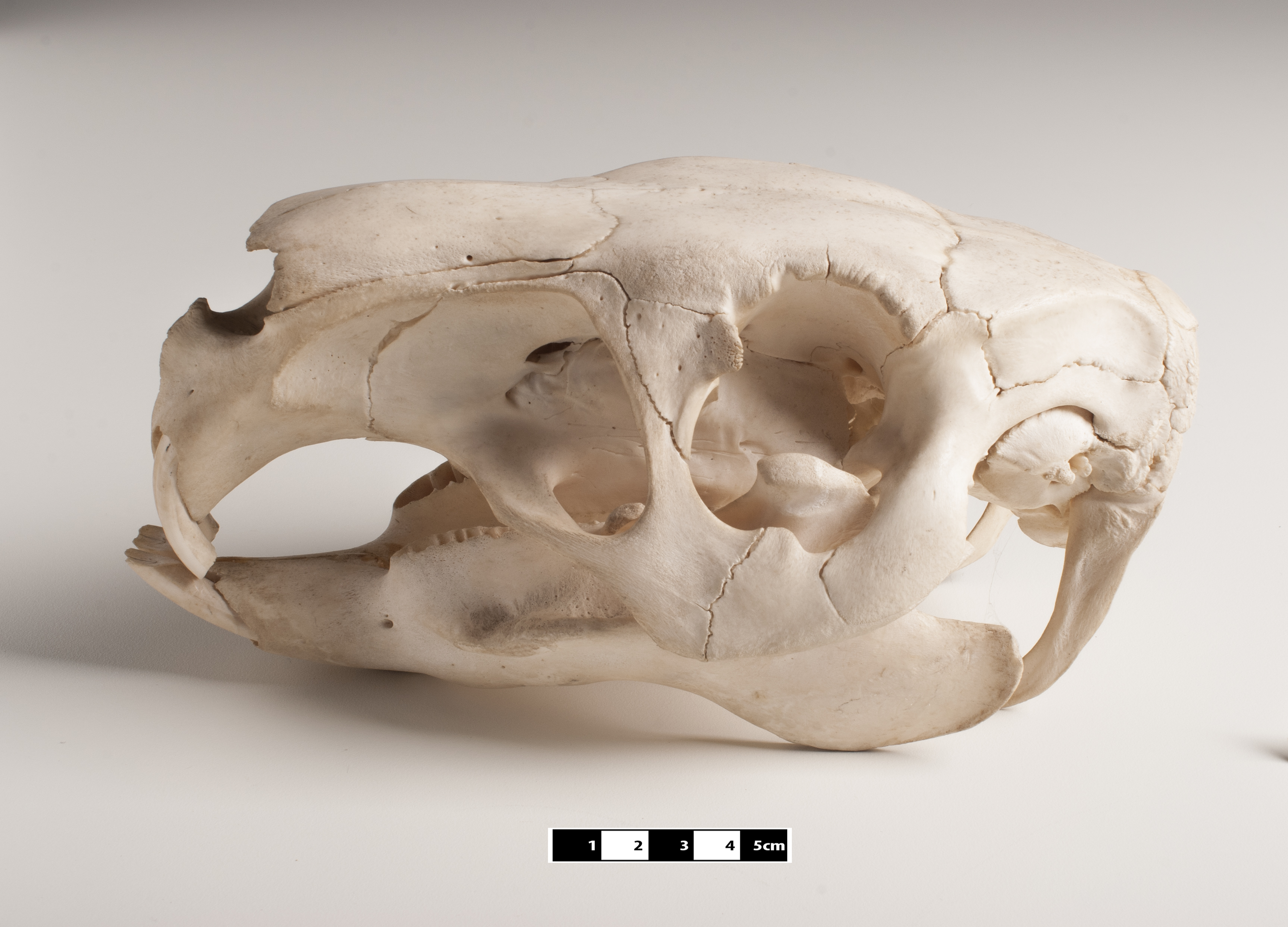
Schädel eines Capybaras
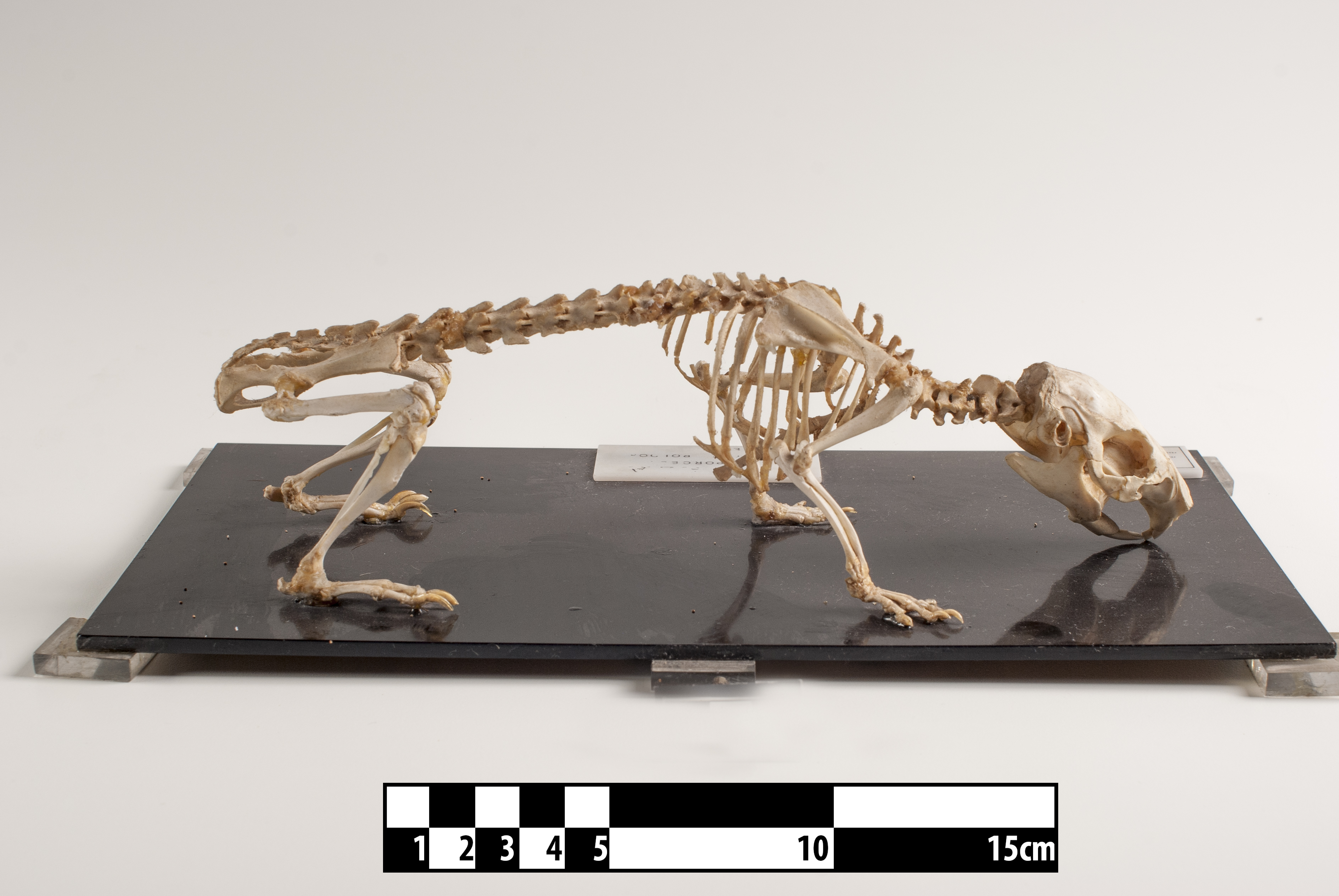
Skelett eines Hausmeerschweinchens
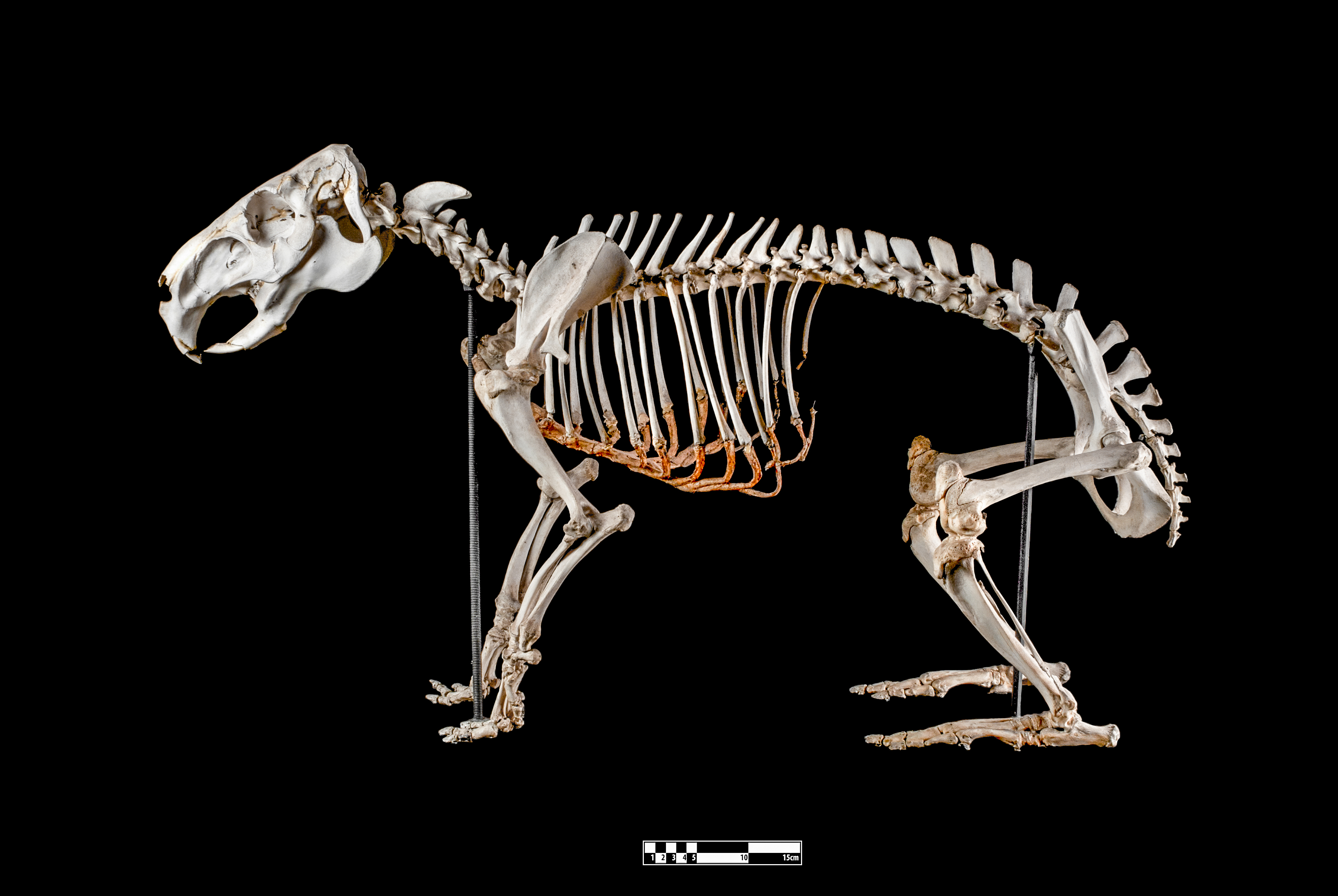
Skelett eines Capybaras

### Genetische und biochemische Merkmale
Für die meisten Arten der Meerschweinchen liegen Untersuchungen spezifischer karylogischer, genetischer und biochemischer Merkmale vor. Sie dienen vor allem dem Vergleich der Arten untereinander zur Artabgrenzung und zur systematischen Einordnung der Arten innerhalb der Gattungen.
Für mehrere Arten und Unterarten wurde der Karyotyp ermittelt. Demnach haben die meisten der untersuchten Arten einen diploiden Chromosomensatz von 62 oder 64 Chromosomen, die Zahl langer Chromosomenarme (fundamental number, FN) variiert zwischen 90 bei domestizierten Hausmeerschweinchen und 124 bei verschiedenen Cavia-Arten.

## Verbreitung und Lebensräume

### Verbreitungsgebiete
Meerschweinchen sind in der Neotropis in großen Teilen Südamerikas verbreitet, sie fehlen nur im dichten Regenwald des Amazonasbeckens und im äußersten Süden des Kontinents, in Feuerland, sowie im westlichen Chile. Der nordwestliche Rand des Kontinents und Teile des Amazonasbeckens werden nur vom Capybara, nicht aber von anderen Meerschweinchen besiedelt. Einige Arten, vor allem das Gemeine Meerschweinchen (Cavia aperea), haben ein sehr großes Verbreitungsgebiet, während etwa das Verbreitungsgebiet des Santa-Catarina-Meerschweinchens (Cavia intermedia) auf eine Insel vor der brasilianischen Küste und das Patzelt-Meerschweinchen (Cavia patzelti) auf ein begrenztes Gebiet im Hochland von Ecuador beschränkt ist. Die Höhenverbreitung reicht vom Meeresspiegelniveau in den Küstengebieten bis in die Hochgebirgsregionen der Anden in Höhen über 4200 Metern.
Durch die Züchtung des Hausmeerschweinchens als Nahrungslieferant und Haustier hat sich ihr Verbreitungsgebiet vergrößert und die domestizierte Form ist fast weltweit als Haustier in von Menschen besiedelten Regionen verbreitet.

### Lebensräume

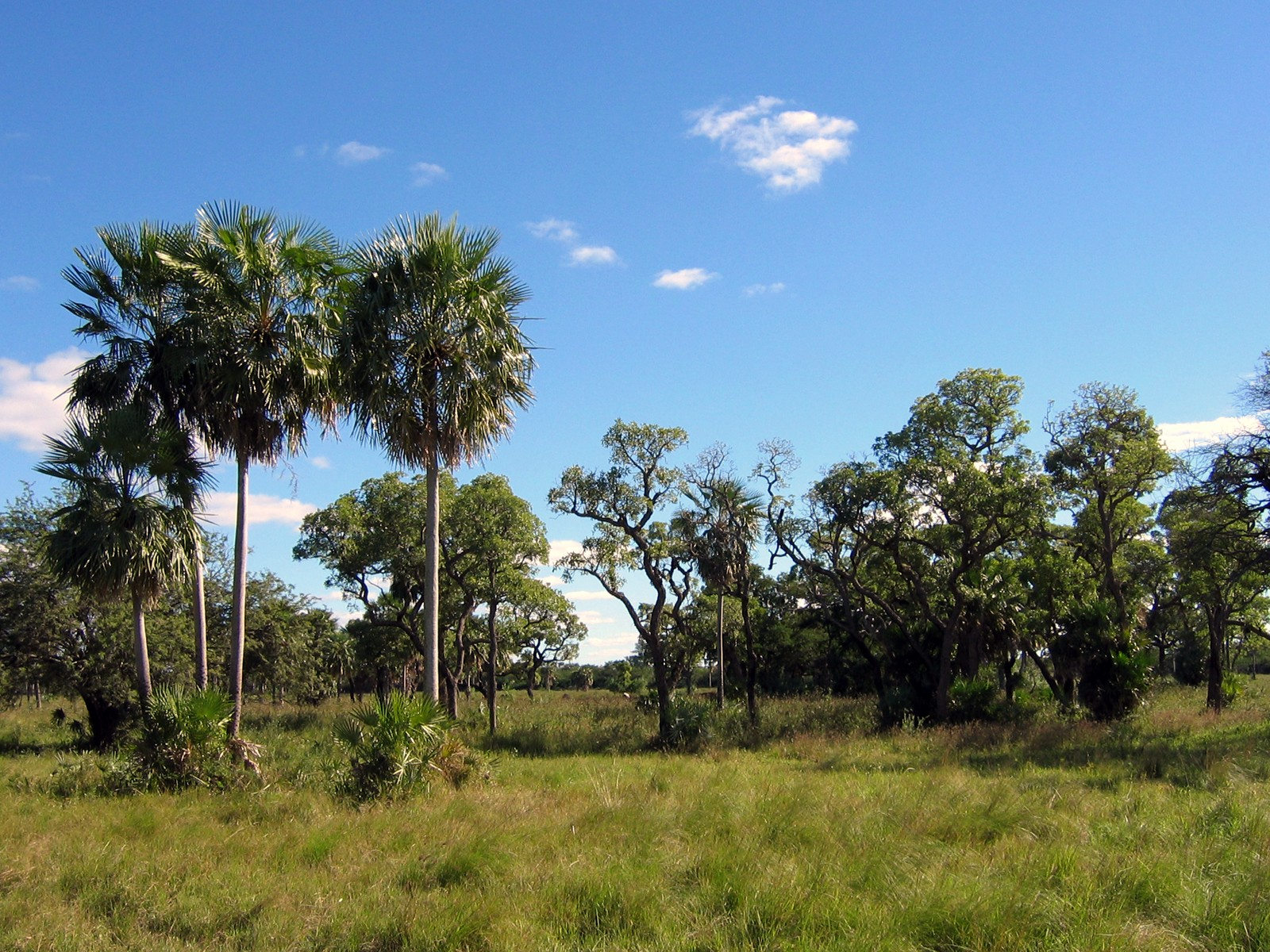
Landschaft im Gran Chaco in Paraguay

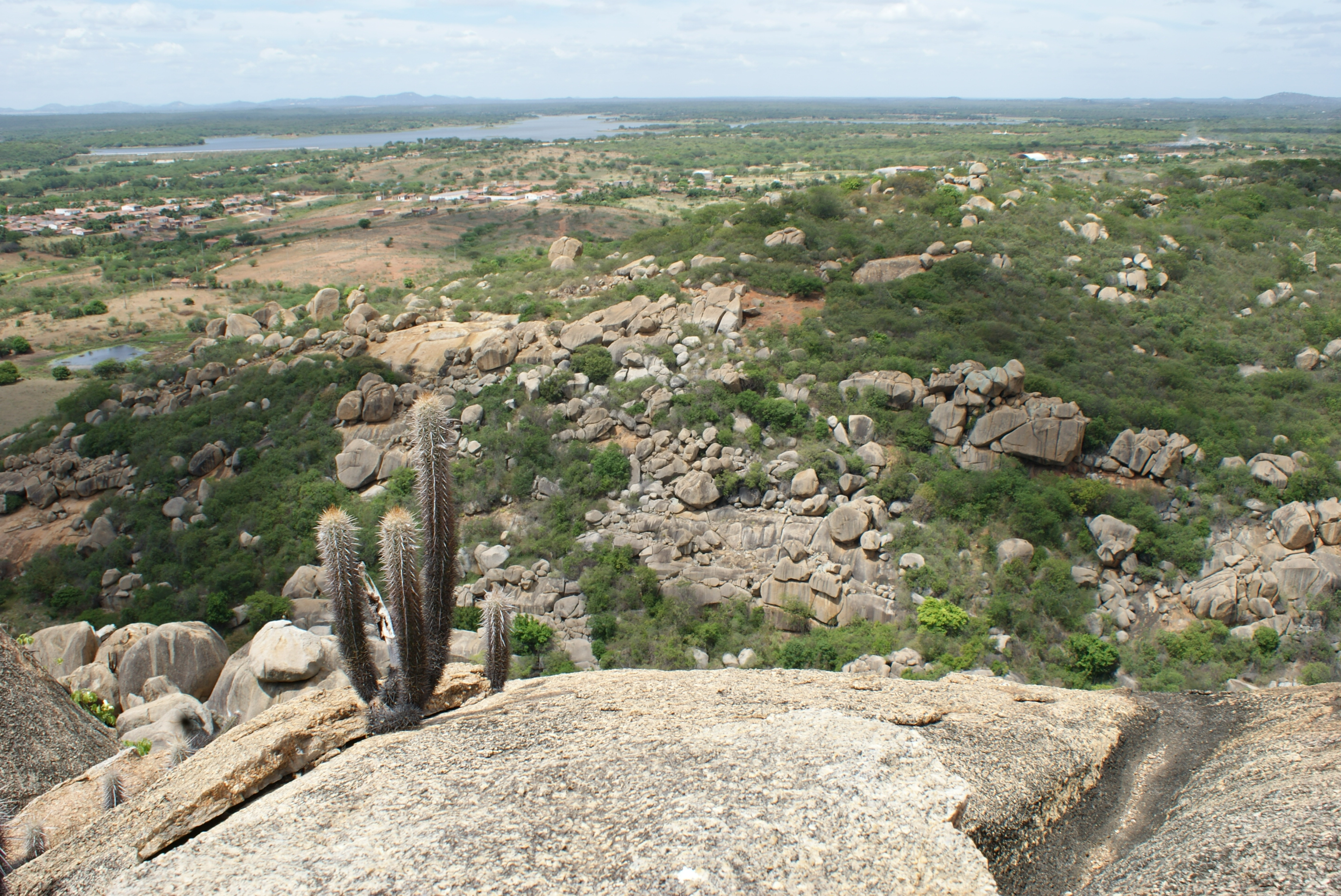
Caatinga-Region in Brasilien

Alle Meerschweinchen leben in vergleichsweise offenen Lebensräumen und selbst die Arten, die in Regenwaldgebieten vorkommen, leben meist im Bereich offenerer Waldlichtungen, an Flussläufen und in ähnlichen Habitaten. Einige Arten bevorzugen trockene bis sehr trockene bis hin zu halbwüstenhafte Habitate. So sind etwa die Großen Pampashasen an steppenartige Regionen im südlichen Argentinien gebunden, von der trockenen Zwergstrauch-Halbwüste Monte bis in die patagonischen Steppen. Der Kleine Pampashase kommt im ebenfalls trockenen Gran Chaco mit Trockenwäldern und Dornbuschsavannen vor. Dort lebt auch das Südliche Zwergmeerschweinchen, während das Shipton-Zwergmeerschweinchen und das Nördliche Zwergmeerschweinchen die höheren Regionen der argentinischen, bolivianischen und chilenischen Anden bewohnt und letzteres vor allem in trockenen Regionen wie den chilenischen Salzwüstengebieten und den Ausläufern der Atacama-Wüste bis in die Gebüschsteppen lebt. Auch die Gelbzahnmeerschweinchen bevorzugen offene und trockene Regionen. Das Tiefland-Wieselmeerschweinchen überlappt mit seinem Lebensraum die Verbreitungsgebiete der beiden Pampashasen und des Südlichen Zwergmeerschweinchens in den entsprechenden Steppenregionen und sowohl das Südliche Gelbzahnmeerschweinchen wie auch das Wieselmeerschweinchen sind in den steppenartigen Hochland-Gebieten der Anden zu finden. Das Spix-Gelbzahnmeerschweinchen lebt in der brasilianischen Caatinga, ebenfalls eine Dornstrauchsavanne, und das Östliche Wieselmeerschweinchen in den etwas feuchteren Graslandgebieten des Cerrado.
Die Echten Meerschweinchen haben das größte Verbreitungsgebiet aller Arten und auch das größte Spektrum verschiedener Lebensräume. Im Vergleich zu den anderen genannten Gattungen sind sie toleranter gegenüber feuchteren Lebensräumen, bevorzugen aber auch eher mittelfeuchte Gebiete und kommen entsprechend in den sehr feuchten Regenwaldgebieten des Amazonas nicht vor. Vor allem das Gemeine Meerschweinchen kommt in sehr unterschiedlichen Lebensräumen von den Waldgebieten entlang der atlantischen Küste bis in die Chaco-Region, des Cerrado und auch der Hochlandsteppen vor. Eine von den Verbreitungsgebieten der restlichen Populationen getrennte Region, in denen diese Art lebt, befindet sich zudem in den von Feuchtsavannen geprägten Llanos im Norden des Kontinents. Zwei weitere Arten der Gattung leben ebenfalls in den atlantischen Waldgebieten entlang der brasilianischen Küste, wobei sie eng an offene Graslandflächen gebunden sind. Das Santa-Catarina-Meerschweinchen lebt in einem vergleichbaren Lebensraum endemisch auf der vorgelagerten Insel Santa Catarina. Das Tschudi- und auch das Patzelt-Meerschweinchen wiederum sind angepasst an Hochlandsteppengebiete der Anden.

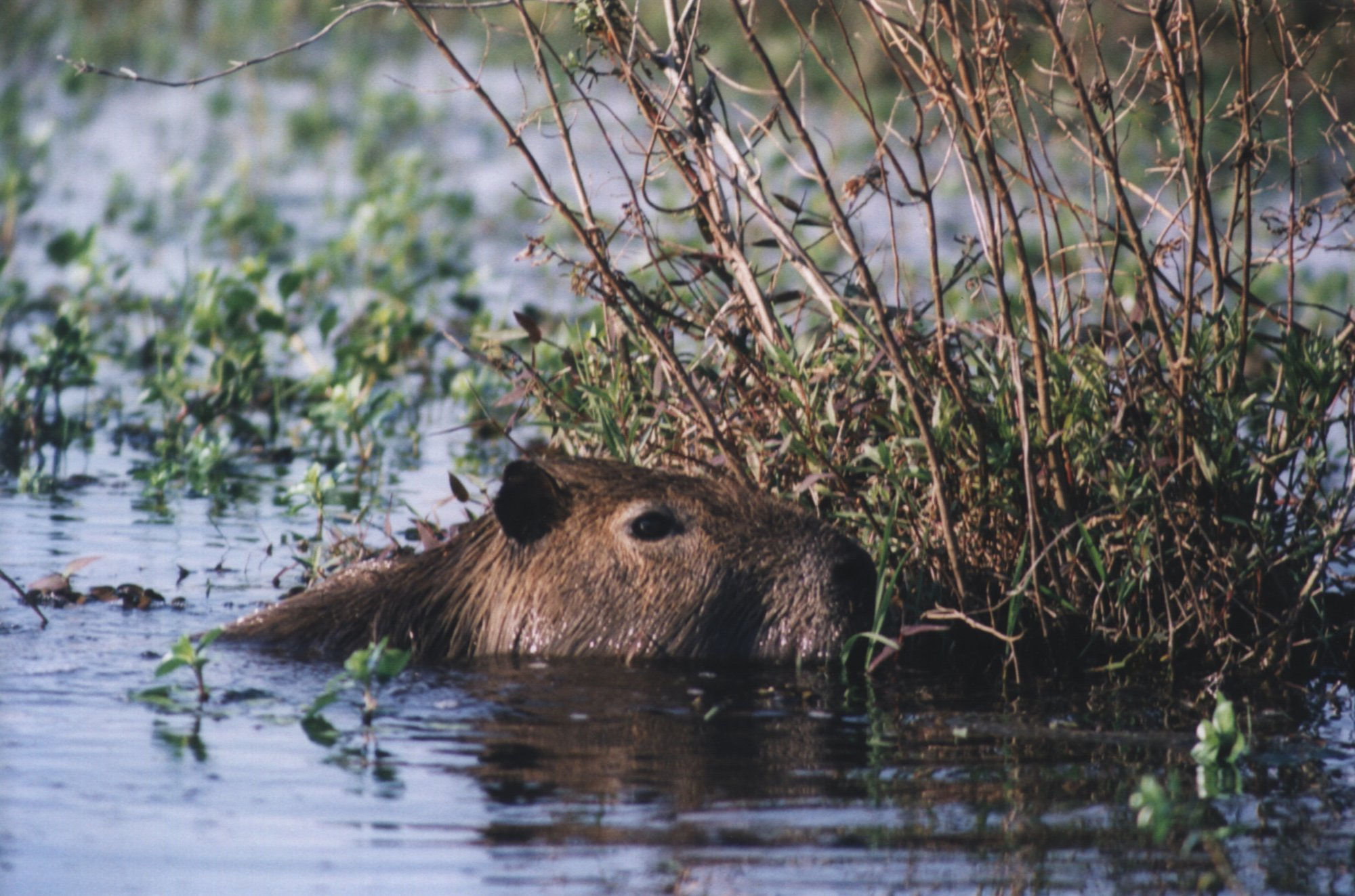
Capybara im Wasser

Besonders eng gebunden an spezifische Lebensräume sind die beiden Kerodon-Arten und die Wasserschweine. Das Bergmeerschweinchen kommt ausschließlich in den Felsregionen der trockenen Caatinga vor, wo es im Bereich der Gebüsche lebt, und das Klettermeerschweinchen in vergleichbaren Habitaten der Cerrado. Beide Arten der Wasserschweine sind dagegen semi-aquatisch und leben in Sumpf- und Wasserflächen ihrer Verbreitungsgebiete.

## Lebensweise
Meerschweinchen sind in der Regel tagaktiv und halten, trotz teilweise widriger klimatischer Verhältnisse in den höheren Regionen ihres Verbreitungsgebietes, keinen Winterschlaf. Sie nutzen selbstgegrabene oder von anderen Tieren übernommene Baue als Unterschlupf und sind in der Regel soziale Tiere, die in Paaren oder Gruppen zusammenleben. Bei den Capybaras können die Gruppen bis zu 30 Tiere, in extremen Trockenperioden auch bis zu 100 Tiere im Bereich von Wasserflächen umfassen und entsprechen den Herden anderer Säugetiere. Pampashasen und wahrscheinlich auch Wieselmeerschweinchen leben dagegen in monogamen Paaren und wechseln den Partner erst nach dem Tod eines Vorgängers. Einige Arten haben komplexe Territorial- und Sozialstrukturen entwickelt. Ihre Aktivitäten passen sie an die Wetter- und Klimabedingungen an, wobei sie häufig vor allem am Morgen und am Abend aktiv sind, jedoch in der Regel über den gesamten Tag beobachtet werden können.
Durch die unterschiedlichen Lebensweisen und Lebensräume variieren verschiedene Verhaltensweisen zwischen den verschiedenen Gruppen der Meerschweinchen. Die Eigentlichen Meerschweinchen sind bodenbewohnend und bewegen sich fast nur am Boden, im Gegensatz dazu sind die Kerodon-Arten in der Lage, in die Vegetation zu klettern und sich im Geäst von Bäumen und Gebüschen zu bewegen. Die Pampashasen haben ebenfalls eine vollständig terrestrische Lebensweise, ihre Fortbewegung entspricht allerdings der von Hasen und sie sind auf schnelle, hüpfende Läufe ausgelegt. Die Wasserschweine sind dagegen semi-aquatisch – sie können an Land gehen, bewegen sich jedoch meist watend oder schwimmend im Wasser vorwärts und ihre Fortbewegung erinnert an die kleiner Flusspferde. Die Gliedmaßen sind entsprechend gestaltet, wobei die Eigentlichen Meerschweinchen und auch die Kerodon-Arten Krallen zum Festhalten und Graben haben und bei den Pampashasen die Krallen der Hinterfüße zu hufähnlichen Nägeln umgewandelt sind. Auch die Wasserschweine haben entsprechend ihrer Lebensweise Nägel an den ansonsten eher breiten Füßen.
Aufgrund der verschiedenen Lebensräume und Lebensweisen innerhalb der Meerschweinchen haben diese auch eine entsprechende Vielfalt an Sozial- und Paarungssystemen entwickelt. Das Spektrum reicht von monogamen und in Paaren lebenden Arten wie den Pampashasen und dem Wieselmeerschweinchen bis zu Gruppen, in denen sich um ein dominantes Männchen ein Harem von Weibchen bildet, oder territorial lebenden Einzelgängern mit wechselnden Geschlechtspartnern. Sowohl das Paarungsverhalten als auch das genetische Ergebnis der Paarungen sind bei letzteren nicht unbedingt durch die Zusammensetzung einer sozialen Gruppe bestimmt.

### Ernährung

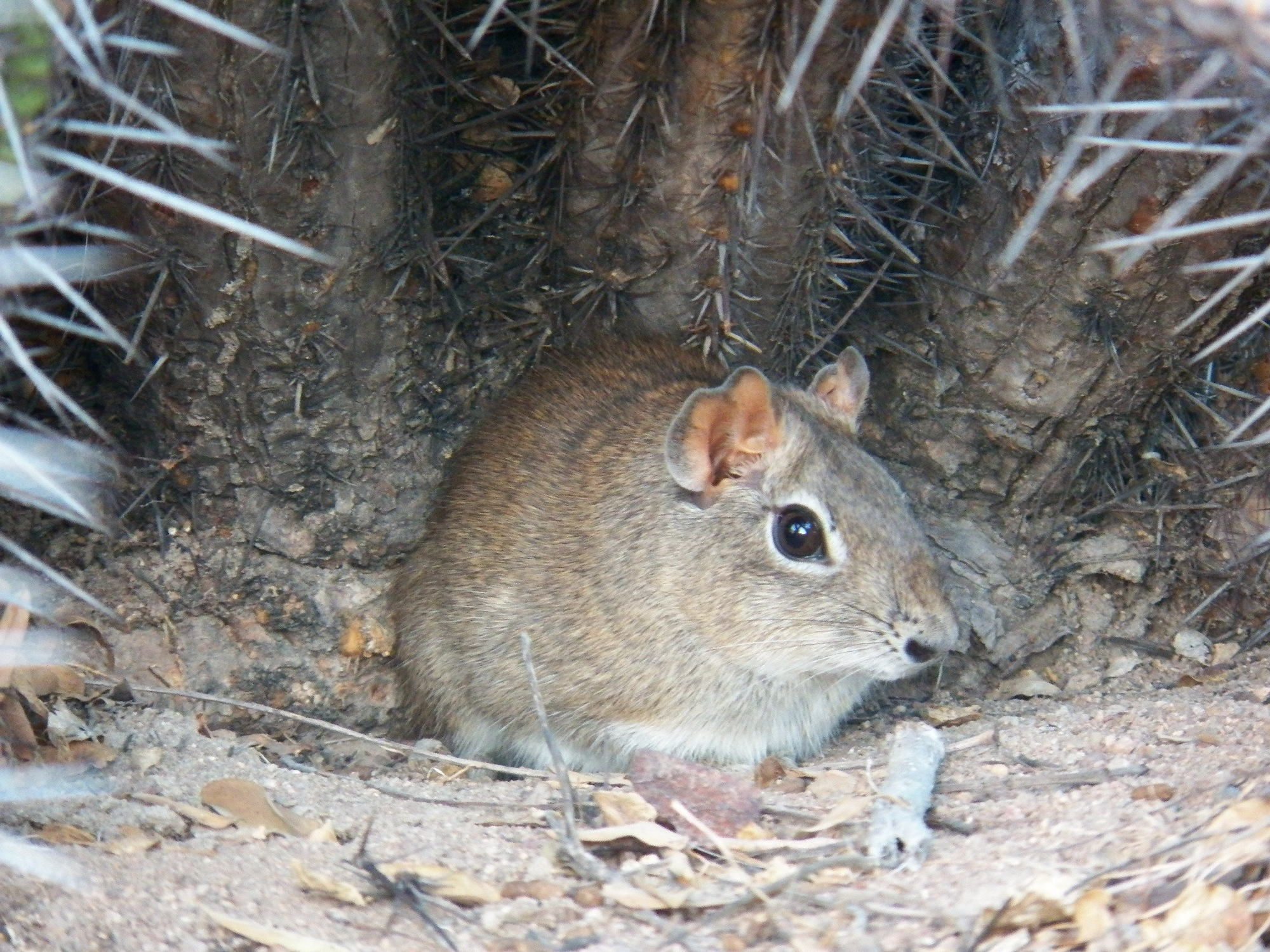
Spix-Gelbzahnmeerschweinchen (Galea spixii)

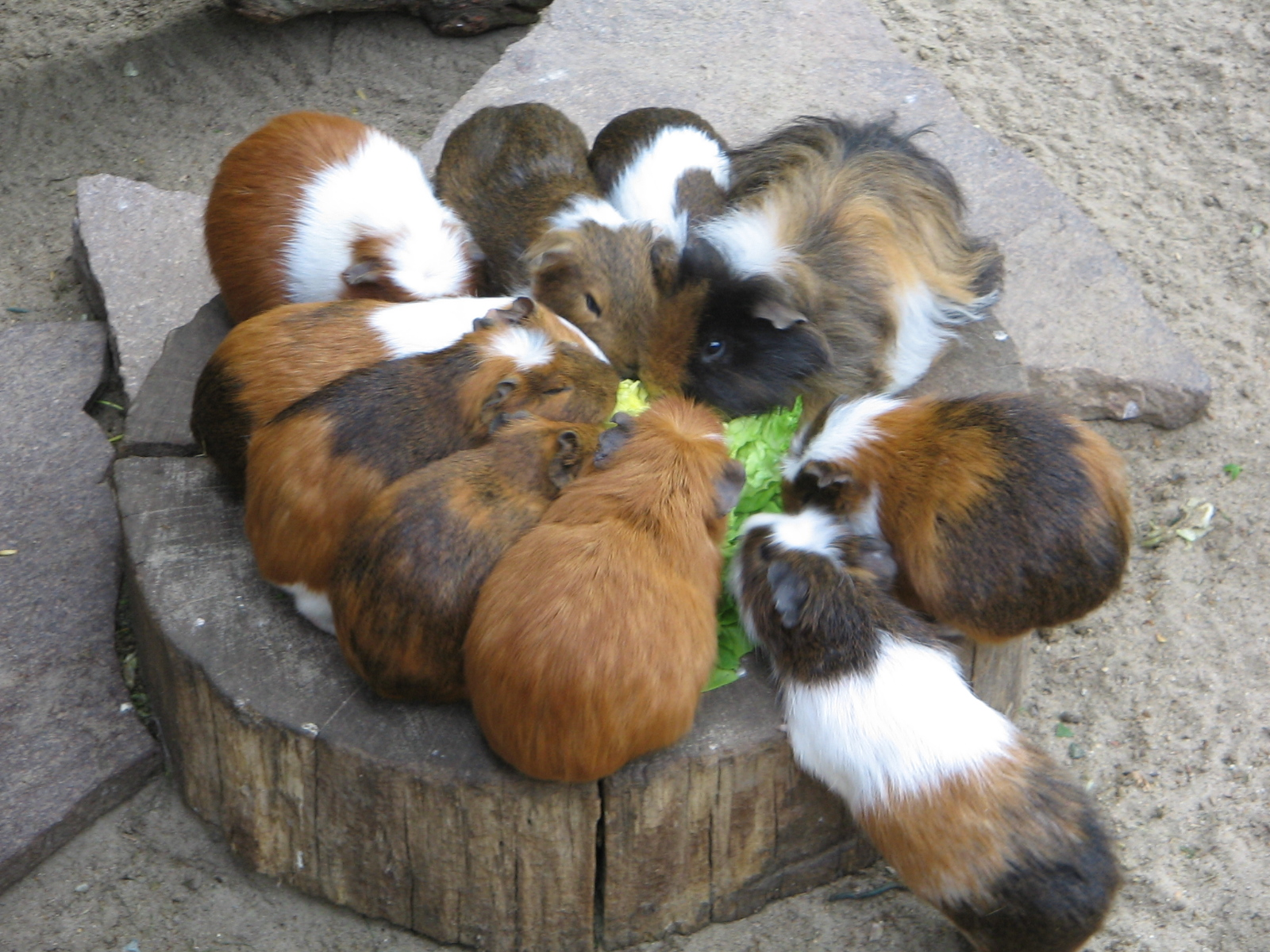
Hausmeerschweinchen (Cavia porcellus)

Alle Arten der Meerschweinchen sind Pflanzenfresser, die je nach Art und Lebensraum unterschiedlichste Pflanzenteile zu sich nehmen. Vor allem Gräser und andere meist krautige Grünpflanzen sind eine wichtige Nahrungsquelle für die meisten Arten, die sich in der Regel grasend ernähren.
Echte Meerschweinchen und Gelbzahnmeerschweinchen fressen vor allem niedrig wachsende Gräser und Kräuter. Arten der eher trockenen Regionen wie die Zwergmeerschweinchen ernähren sich vor allem von Blättern niedrig wachsender Sträucher wie Pfefferbäumen oder Kreuzdorngewächsen. Niedrig wachsende Blätter können sie auf den Hinterbeinen stehend erreichen, sie sind jedoch auch in der Lage, in die Gebüsche zu klettern. Pampashasen fressen vor allem Samen sowie Früchte und Blätter von Sträuchern der Gattung Prosopis. Capybaras wiederum ernähren sich von Wasser- und Sumpfpflanzen, die in ihren Lebensräumen wachsen, wobei hier Gräser und Seggen sowie zusätzlich niedrig wachsende Kräuter und Sträucher eine zentrale Rolle spielen. Sehr unterschiedlich ist die Ernährung der Berg- und Klettermeerschweinchen, die sich von Blättern, Früchten, Blüten, Rinden und Zweigen ernähren und bei der Nahrungssuche auch bis in hohe Gebüsche klettern können. In der halbwüstenartigen Caatinga, ihrem Lebensraum, sind viele der Pflanzen dank der im Gestein vorhandenen Wasserspeicher dauergrün.
Gräser bestehen zu einem großen Anteil aus schwer verdaulicher Cellulose. Die Echten Meerschweinchen und auch die Capybaras nutzen zur besseren Verwertung der Nahrung die Caecotrophie, um eine bessere Ausnutzung zu ermöglichen. Sie produzieren entsprechend eine Form von Kot, die durch die Enzyme der im Blinddarm vorhandenen bakteriellen Enzyme vorverdaute Cellulose enthält und von den Tieren ein weiteres Mal aufgenommen und so genutzt werden. Da Meerschweinchen zu den wenigen Wirbeltieren gehören, die das wichtige Vitamin C (Ascorbinsäure) nicht selbst produzieren können, müssen sie es mit der Nahrung aufnehmen.

### Kommunikation
Aufgrund der sozialen Strukturen haben Meerschweinchen verschiedene Formen der Kommunikation ausgebildet. Sie haben vor allem ein für Nagetiere vergleichsweise großes Repertoire an vokalen Kommunikationsformen, zudem kommunizieren sie olfaktorisch über verschiedene Duftdrüsen. Bei den meisten Arten gibt es einen speziellen Warnruf, den die Tiere ausstoßen, wenn sie gestört oder bedroht werden. Bei den Capybaras ist es ein lautes und raues Bellen, bei anderen Arten sind es hohe Schreie. Sie können einmalig oder auch mehrfach hintereinander ausgestoßen werden. Zudem nehmen vor allem Capybaras eine Alarmhaltung ein oder fliehen, wenn sie sich in direkter Gefahr befinden. Als Antwort fliehen auch die anderen Mitglieder der Gruppe, zu denen sie gehören, und geben die Alarmrufe weiter. Besonders komplex ist der Alarmruf der Felsenmeerschweinchen, der mit einer Serie gluckernder Geräusche beginnt und sich dann in der Frequenz erhöht, um in einer schnellen Serie von schrillen Pfiffen zu enden. Neben diesen Alarmrufen haben die meisten Arten ein Repertoire weiterer Kommunikationslaute, etwa schnurrende und klickende Töne bei den Capybaras, Pfiffe und hohe Rufe bis Schreie, Zwitscherlaute oder auch Zähneknirschen und Geräusche, für die sie die Zähne aufeinanderschlagen. Pfeifhasen unterstützen ihren „stotternden“ Alarmruf durch ein Auf- und Abhüpfen, bevor sie fliehen.
Verschiedene Duftdrüsen dienen der olfaktorischen Kommunikation. So besitzen alle Meerschweinchen paarige Analdrüsen, deren Sekret sie zum Markieren ihrer Territorien nutzen, indem sie die Drüsen über den Boden oder an andere Strukturen wie Steine oder Bäume reiben. Diese Markierungen erfolgen vor allem bei den männlichen Tieren, kommen aber auch bei Weibchen vor. Bei den Capybaras haben die Männchen zudem Duftdrüsen an ihrer Schnauze, mit denen sie die Vegetation markieren. Bei den monogamen Pampashasen markieren die Männchen zudem ihre Partnerinnen mit Urin, um ihre Bindung zu zeigen. Auch bestimmte Körperhaltungen und Gesten dienen der Kommunikation zwischen den Tieren, sowohl zur Bindung wie auch als Drohgebärden. Sehr soziale Arten berühren sich mit der Schnauze und „küssen“ sich gegenseitig, bei einzelnen Arten gefolgt von Wangenreiben sowie gegenseitigem Übereinandersteigen zur Stärkung der sozialen Bindung oder – bei potenziellen Geschlechtspartnern – zur Einleitung der Paarung. In diesen Fällen kommt es häufig auch zum Anstupsen der Weibchen im Rumpf und zum Beschnuppern der Anal- und Vaginalregion. Als Drohgebärden kann es zu Scheinangriffen, dem Zeigen der Zähne und spezieller Kopfhaltungen kommen. Vor allem bei den kleineren Arten stellen sich die Tiere zur Drohung auch auf die Hinterbeine.

### Fortpflanzung und Entwicklung
Die meisten Arten der Meerschweinchen sind territorial mit überlappenden Revieren der Männchen und Weibchen. Bei den Pampashasen und den Wieselmeerschweinchen gibt es feste Paarbindungen, vor allem die kleinen Arten sind promisk mit wechselnden Geschlechtspartnern oder leben in Harems mit einem Männchen und zwei bis drei Weibchen. Zudem verpaaren sich die meisten Arten über das gesamte Jahr und vor allem die kleinen Arten haben mehrere Würfe pro Jahr. Nur die Tiere in den südlichen und trockeneren Regionen weisen bei ihrer Fortpflanzung eine gewisse Saisonalität auf. So umfasst die Fortpflanzungszeit beim Südlichen Zwergmeerschweinchen (Microcavia australis) etwa neun Monate und auch die südlichen Populationen haben eine Paarungspause im August. Beim Kleinen Pampashasen (Dolichotis salinicola) konzentriert sich die Fortpflanzungszeit sogar nur auf die Zeit von August bis Dezember.

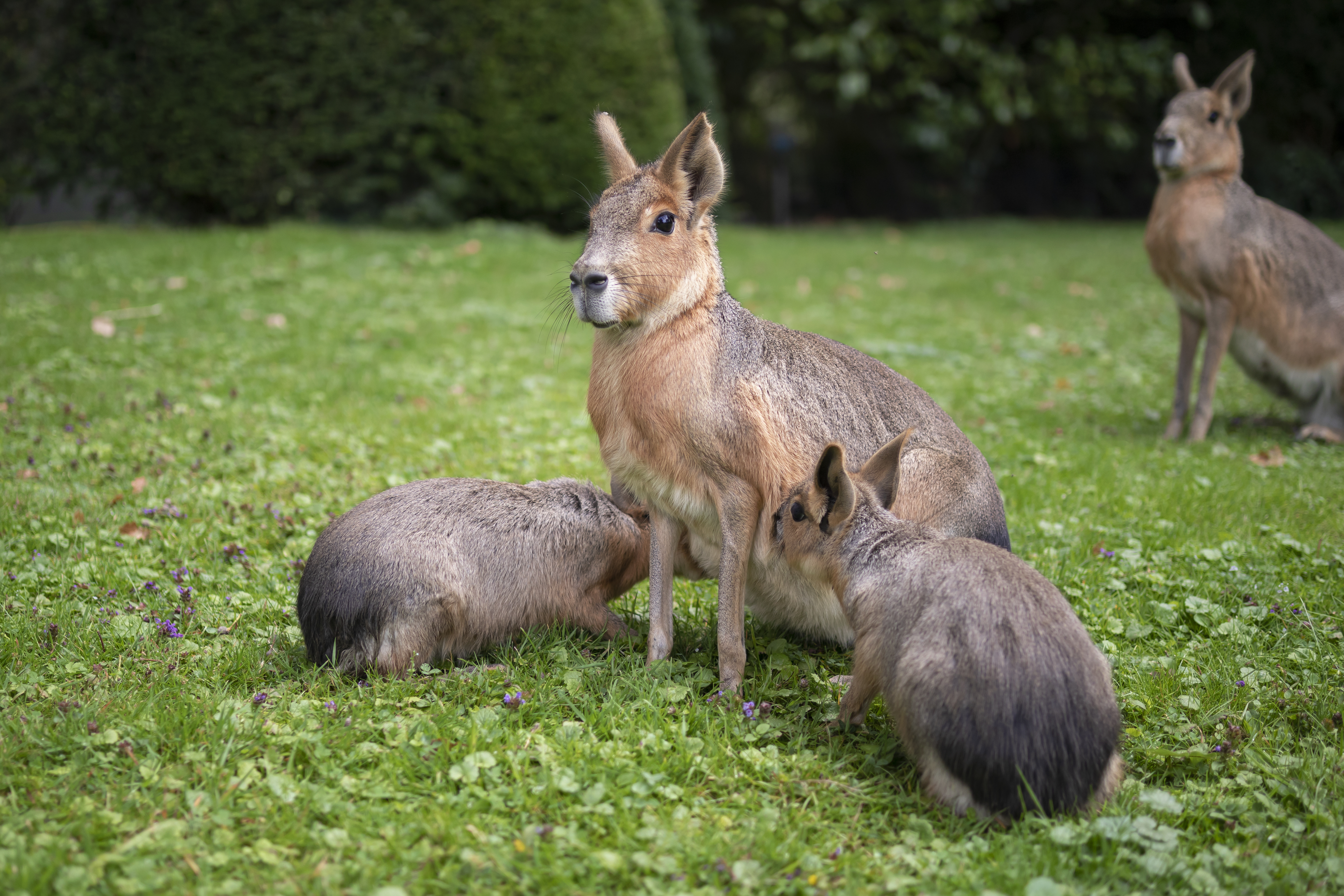
Großer Pampashase mit Jungtieren

Die Tragzeit und die Anzahl der Jungtiere ist artspezifisch und variiert teilweise auch innerhalb der Arten abhängig von den klimatischen Verhältnissen im Lebensraum. Generell ist die Anzahl der Jungtiere bei Arten in trockeneren Regionen geringer, wobei dies allerdings nicht immer zutreffen muss. Die Tragzeit beträgt je nach Gattung 50 bis 150 Tage, bei den größeren Pampashasen und Capybaras ist sie dabei am längsten und bei den kleineren Arten ist sie mit 50 bis 70 Tagen im Vergleich zu anderen Nagetieren relativ kurz.
Die Jungtiere werden gut entwickelt mit Fell, Zähnen und offenen Augen geboren und gehören zu den Nestflüchtern; sie sind beinahe direkt nach der Geburt mobil und können sich im Nest bewegen. Die kleinen Arten der Meerschweinchen erreichen ihre Geschlechtsreife bereits nach 30 bis 60 Tagen, während es bei den Capybaras etwa 18 Monate bis zur Paarungsbereitschaft dauert. Die Lebensdauer der Echten Meerschweinchen beträgt maximal etwa drei bis vier Jahre. Bei in Gefangenschaft lebenden Pampashasen kann sie bis 14 Jahre und bei Capybaras bis 12 Jahre reichen, in der Wildnis werden sie jedoch wahrscheinlich maximal sechs Jahre alt.

### Fressfeinde und Parasiten
Meerschweinchen können je nach Größe unterschiedliche Fressfeinde haben. Bei den kleineren Arten spielen vor allem kleine Raubtiere wie die Tayra (Eira barbara), Grisons (Galictis), Katzen und Füchse eine zentrale Rolle. Bei den Capybaras stellen größere Raubkatzen wie der Puma (Puma concolor) oder der Jaguar (Panthera onca) wichtige Prädatoren dar.
Parasiten spielen bei den Meerschweinchen, wie bei anderen Säugetieren auch, eine wichtige ökologische Rolle. Sie sind häufig art- oder artengruppenspezifisch, können jedoch ebenso relevant für andere Säugetiergruppen sein und teilweise nur regionale Relevanz haben. Dabei kommen als Ektoparasiten, also außen am Körper lebende Parasiten, hauptsächlich Milben, Läuse und Flöhe zum Tragen, als Endoparasiten vor allem im Darm sind es in erster Linie verschiedene parasitisch lebende Würmer. So wurden zum Beispiel bei parasitologischen Untersuchungen an gefangenen Echten Meerschweinchen aus Peru mehrere Arten von Flöhen (Leptopsylla segnis, Tiamastus cavicola), Läusen (Gliricola porcelli, Hoplopleura alata, Polyplax spinulosa, Myobia musculi) und die Milbe Eutrombicula bryanti als Ektoparasiten sowie vier verschiedene Arten von Fadenwürmern (Capillaria hepatica, Graphidioides mazzai, Trichuris gracilis und Paraspirudera uncinata) und eine Art von Saugwürmern, der Große Leberegel (Fasciola hepatica), als Endoparasiten gefunden. Besonders stark war der Befall mit dem für Meerschweinchen spezifischen Haarling Gliricola porcelli (etwa 55 % der Tiere), der Milbe Eutrombicula bryanti (fast 50 %) und dem Fadenwurm Paraspirudera uncinata (37 %). Bei Untersuchungen von Bergmeerschweinchen in Brasilien konnten ebenfalls zahlreiche Endoparasiten gefunden werden, darunter neben den Fadenwürmern Paraspidodera uncinata, Trichostrongylus colubriformis, Vianella lenti, Trichuris gracilis und Trichuris muris auch der Bandwurm Thysanotaenia congolensis. Hinzu kommen unter anderem die Neubeschreibung der Milbe Ornithodoros rietcorreai, die ebenfalls an Bergmeerschweinchen gefunden wurde, oder auch die des Fadenwurms Pudica pujoli aus dem Darm des Nördlichen Zwergmeerschweinchens. Bei mehreren weiteren Arten liegen entsprechende parasitologische Analysen vor.

## Systematik

### Äußere Systematik
Die Meerschweinchen werden innerhalb der Stachelschweinverwandten (Hystricomorpha) mit den rezenten Agutis und Acouchis (Dasyproctidae) und den Pakas (Cuniculidae) sowie einigen fossilen Taxa in die Überfamilie der Meerschweinchenartigen (Cavioidea) innerhalb der Meerschweinchenverwandten (Caviomorpha) eingeordnet. Die den Pakas ähnlichen Pakarana (Dinomydiae) werden in aktuellen Systematiken den Chinchillaartigen (Chinchilloidea) als Schwestergruppe der Chinchillas (Chinchillidae) zugewiesen.

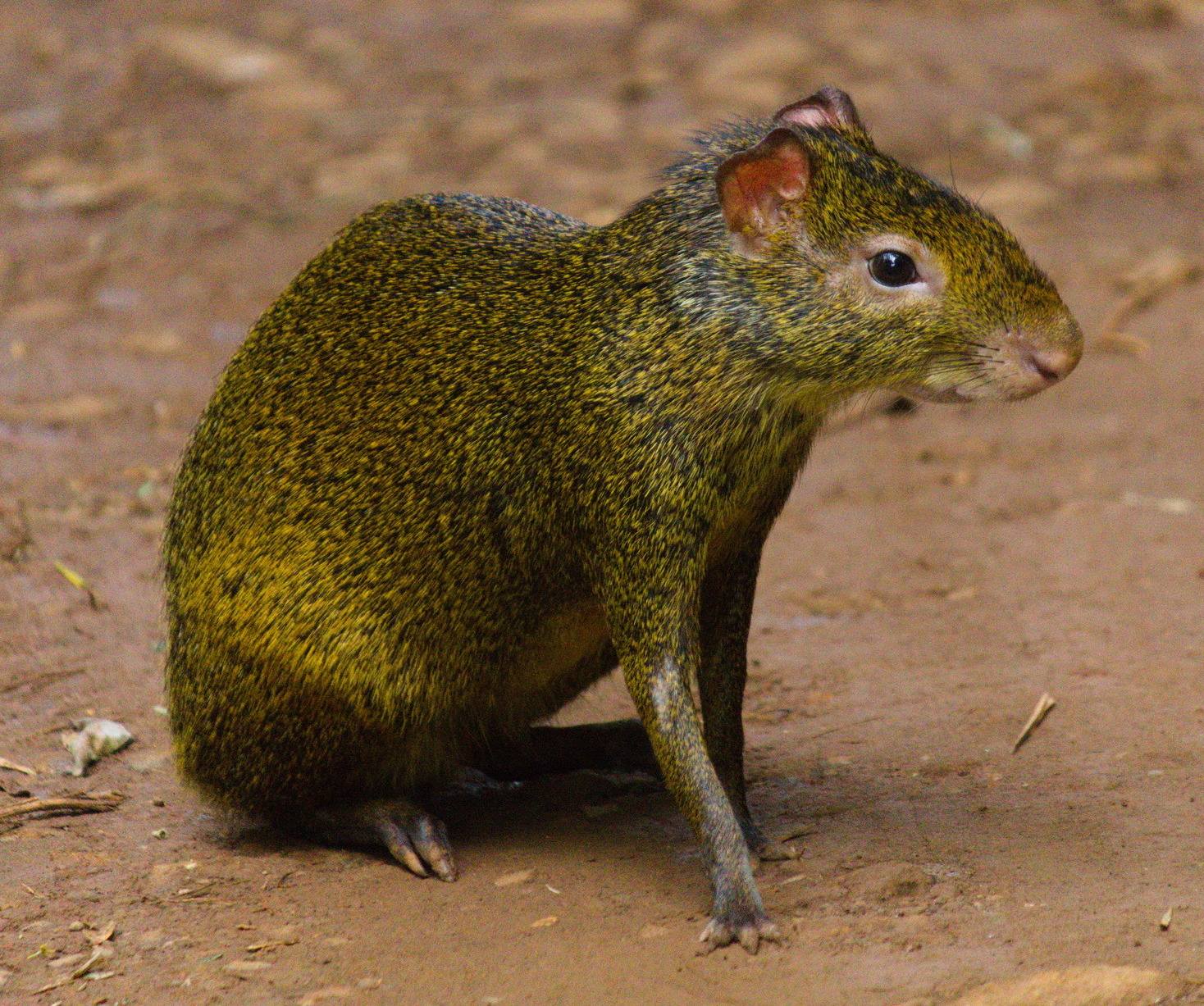
Azara-Aguti (Dasyprocta azarae)
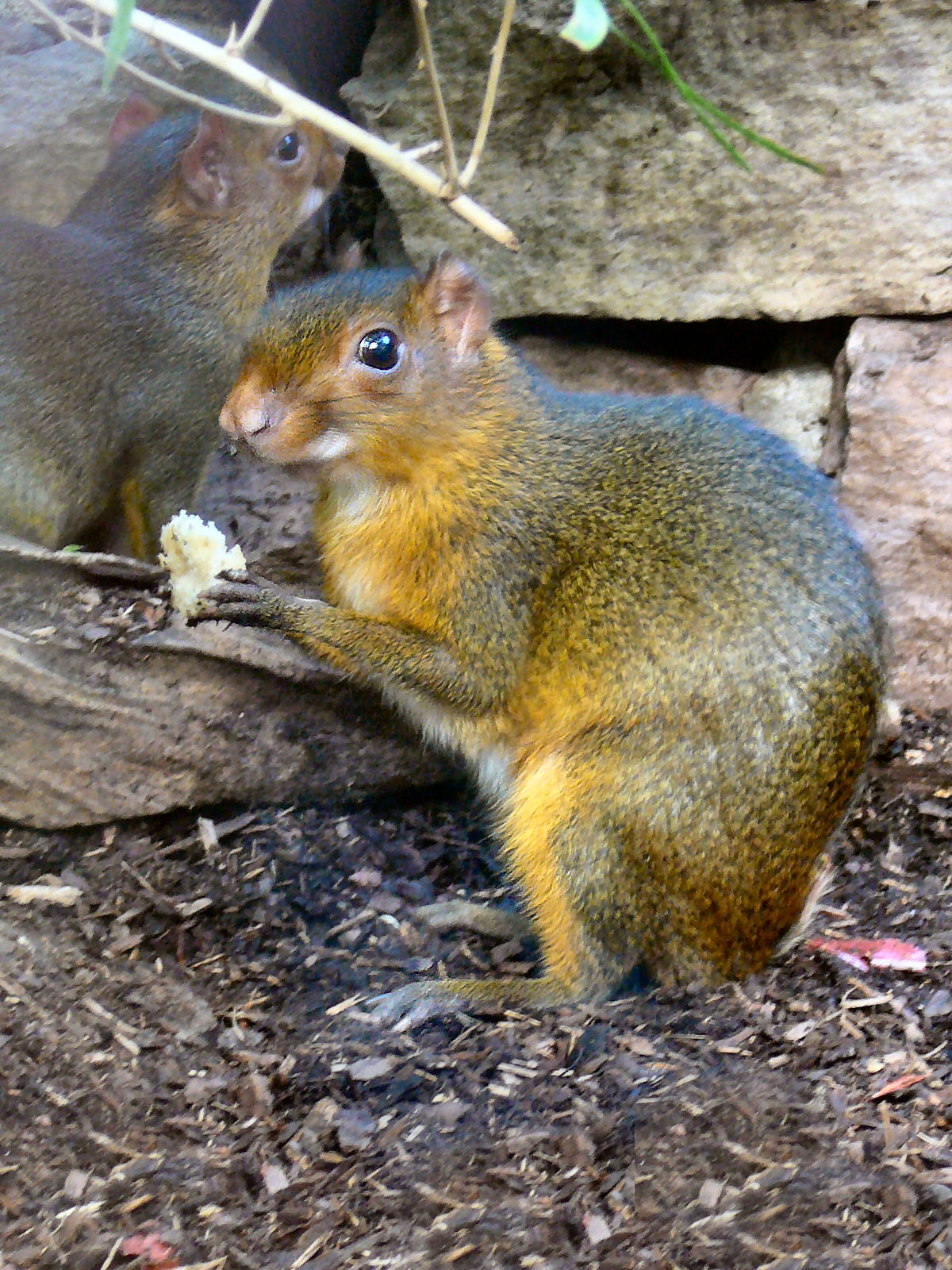
Grünes Acouchi (Myoprocta pratti)
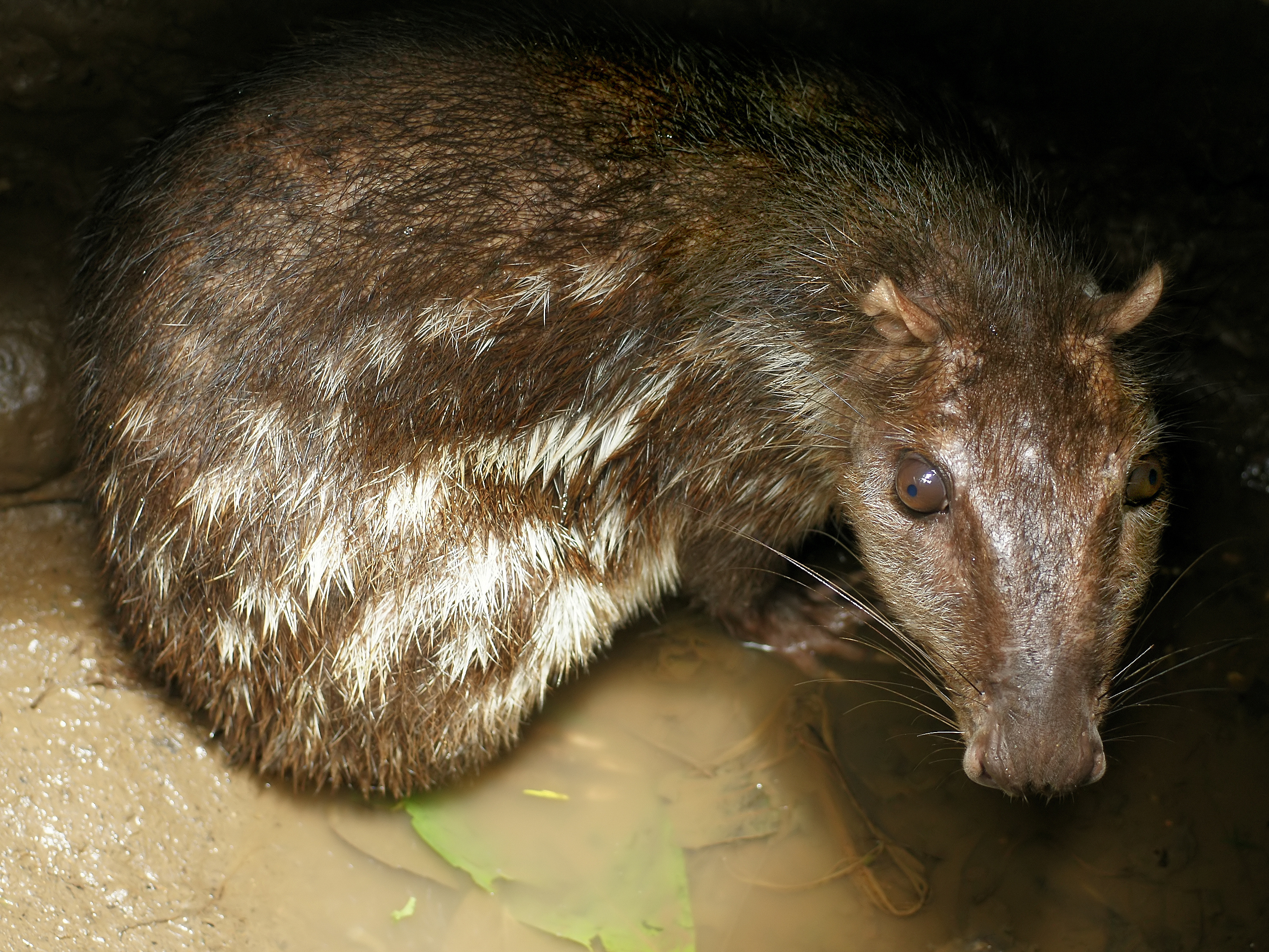
Paka (Cuniculus paca)

Zur konkreten Phylogenese innerhalb der Cavioidea gibt es unterschiedliche Hypothesen, nach denen die meisten die Agutis und Acouchis und einzelne die Pakas als ursprünglichstes Taxon betrachten. Die Meerschweinchen sind in allen Hypothesen die abgeleiteten Formen.

### Innere Systematik
In der Familie der Meerschweinchen werden neben den Eigentlichen Meerschweinchen (Caviinae) auch die in der Unterfamilie Hydrochoerinae zusammengefassten Capybaras (Hydrochoerus) und die Vertreter der Gattung Kerodon sowie die als eigene Unterfamilie betrachteten Pampashasen (Dolichotinae) zusammengeführt.
Die Capybaras werden oft in einer eigenen Familie, den Riesennagern (Hydrochoeridae), gefasst, allerdings ist genetischen Untersuchungen zufolge das Bergmeerschweinchen näher mit den Capybaras als mit den Eigentlichen Meerschweinchen verwandt. Jüngere Systematiken wie Wilson & Reeder (2005) ordnen das Wasserschwein deshalb den Meerschweinchen zu und fassen es gemeinsam mit dem Bergmeerschweinchen in die Unterfamilie der Hydrochoerinae innerhalb der Meerschweinchen (Caviidae). Ob die Eigentlichen Meerschweinchen oder die Pampashasen (Dolichotinae) als Schwestergruppe der Hydrochoerinae zu betrachten sind, ist derzeit noch nicht abschließend geklärt und variiert bei den verschiedenen Autoren. Nach Rowe & Honeycutt 2002 werden die Dolichotinae und die Hydrochoerinae zusammengefasst, dem folgen auch Vucetich et al. 2012, während Pérez & Vucetich 2011 die Hydrochoerinae und die Caviinae zusammenfassen.

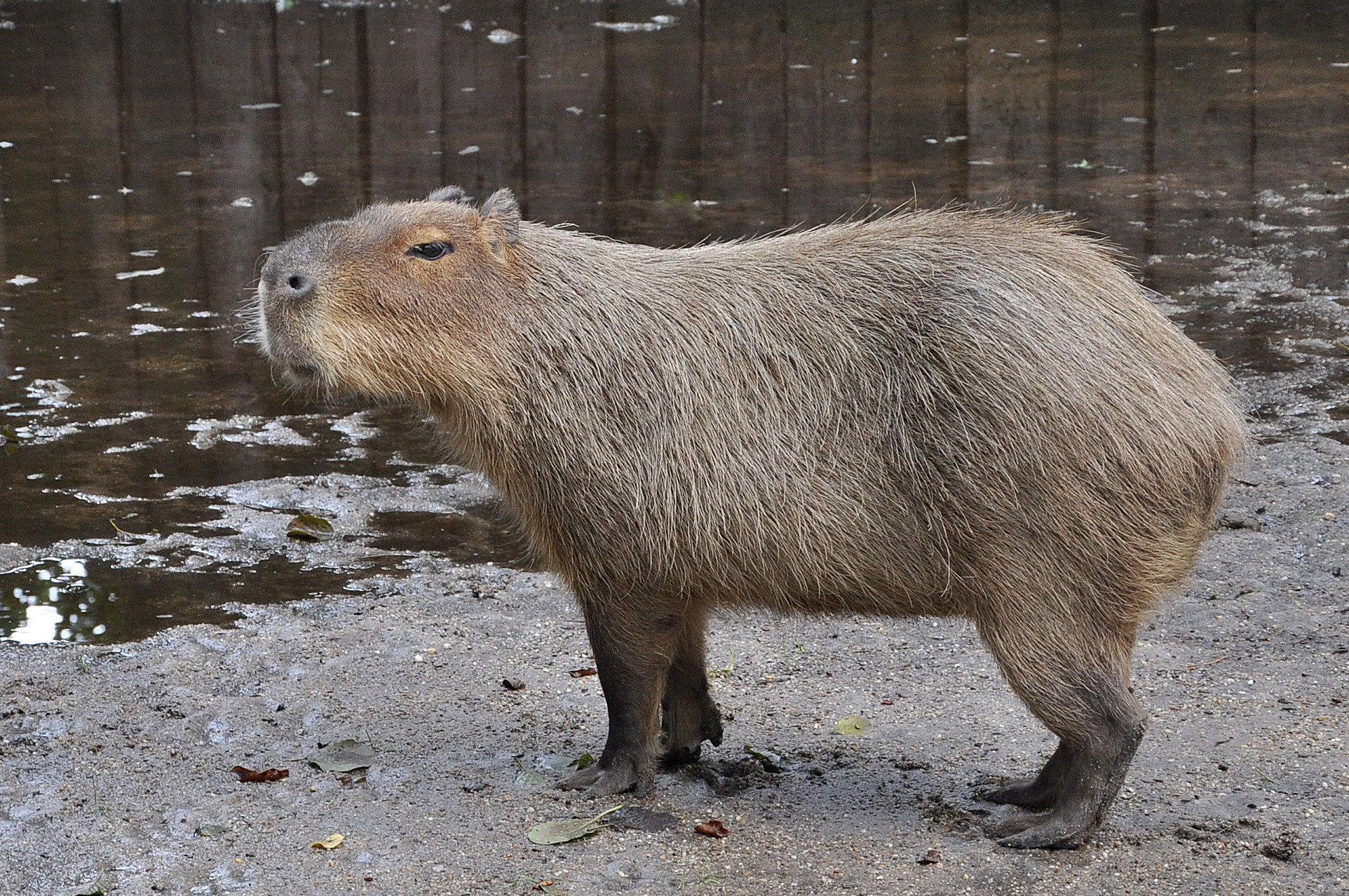
Capybara

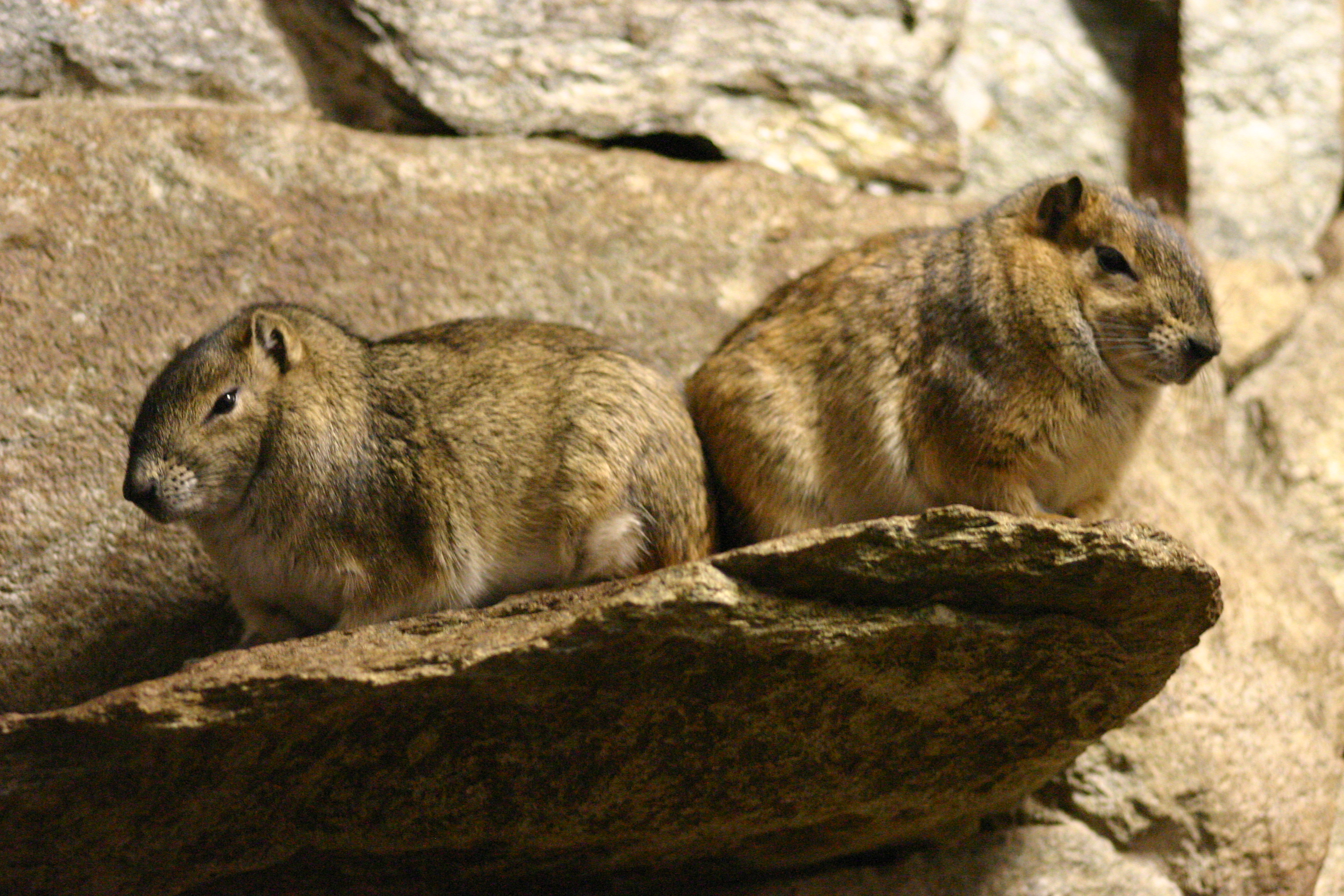
Bergmeerschweinchen (Kerodon rupestris)

Innerhalb der Meerschweinchen werden die folgenden Unterfamilien, Gattungen und Arten unterschieden:
- Eigentliche Meerschweinchen (Caviinae Fischer von Waldheim, 1817)
  - Echte Meerschweinchen (Cavia Pallas, 1766)
    - Gemeines Meerschweinchen (Cavia aperea Erxleben, 1777)
    - Tschudi-Meerschweinchen (Cavia tschudii Fitzinger, 1857)
    - Patzelt-Meerschweinchen (Cavia patzelti Schliemann, 1982)
    - Glanzmeerschweinchen (Cavia fulgida Wagler, 1831)
    - Riesenmeerschweinchen (Cavia magna Ximénez, 1980)
    - Santa-Catarina-Meerschweinchen (Cavia intermedia Cherem, Olimpio & Ximénez, 1999)
    - Hausmeerschweinchen (Cavia porcellus Linnaeus, 1758)

  - Gelbzahnmeerschweinchen (Galea Meyen, 1833)
    - Östliches Wieselmeerschweinchen (Galea flavidens (Brandt, 1835))
    - Wieselmeerschweinchen (Galea musteloides Meyen, 1833)
    - Spix-Gelbzahnmeerschweinchen (Galea spixii (Wagler, 1831))
    - Südliches Wieselmeerschweinchen (Galea comes Thomas, 1919)
    - Tiefland-Wieselmeerschweinchen (Galea leucoblephara (Burmeister, 1861))

  - Zwergmeerschweinchen (Microcavia Gervais & Ameghino, 1880)
    - Südliches Zwergmeerschweinchen (Microcavia australis Geoffroy Saint-Hilaire & d’Orbigny, 1833)
    - Nördliches Zwergmeerschweinchen (Microcavia niata (Thomas, 1898))
    - Shipton-Zwergmeerschweinchen (Microcavia shiptoni (Thomas, 1925))
- Pampashasen (Dolichotinae Pocock, 1922)
  - Pampashasen oder Maras (Dolichotis Desmarest, 1820)
    - Großer Pampashase bzw. Mara (Dolichotis patagonum (Zimmermann, 1780))
    - Kleiner Pampashase bzw. Mara (Dolichotis salinicola Burmeister, 1876).
- Hydrochoerinae J. E. Gray, 1825
  - Capybaras (Hydrochoerus Brisson, 1762)
    - Capybara oder Wasserschwein (Hydrochoerus hydrochaeris (Linnaeus, 1766))
    - Panama-Capybara (Hydrochoerus isthmius Goldman, 1912)

  - Kerodon F. Cuvier, 1823
    - Bergmeerschweinchen (Kerodon rupestris (Wied-Neuwied, 1820))
    - Klettermeerschweinchen (Kerodon acrobata Moojen, Locks & Langguth, 1997)

Über die Zeit wurden zahlreiche weitere Arten beschrieben, die jedoch als Synonyme bereits beschriebener Arten eingeordnet wurden. Dies trifft unter anderem für das 2004 beschriebene Münstersche Meerschweinchen (G. monasteriensis) aus Bolivien zu, das nicht als eigenständige Art anerkannt ist und nach Jonathan L. Dunnum als Synonym der Unterart G. m. boliviensis des Wieselmeerschweinchens betrachtet wird. Andere Artbeschreibungen befinden sich in Diskussion und sind noch nicht in die wissenschaftliche Sekundärliteratur eingeflossen, darunter etwa die Neubeschreibung von Microcavia maenas (Thomas, 1898) und Abgrenzung gegenüber dem Südlichen Zwergmeerschweinchen auf der Basis von Schädelmerkmalen.

## Stammesgeschichte
Fossilfunde von Vertretern der Meerschweinchen reichen vom mittleren Miozän bis in das mittlere Pleistozän oder das Holozän. Die ältesten Fossilien von Meerschweinchenverwandten stammen aus dem späten Oligozän und werden traditionell in die wahrscheinlich paraphyletische fossile Familie „Eocardiidae“ gruppiert, die gemeinsam mit den Meerschweinchen die Caviodea sensu stricto bilden. Zu den wahrscheinlich ältesten bekannte Arten der Meerschweinchenverwandten sensu stricto gehört die bereits seit 1897 bekannte Asteromys punctus, für die 2012 neu beschriebenes Fossilmaterial eine basale Stellung innerhalb des Taxons begründet. Als Schwesterart der modernen Meerschweinchen gilt aktuell die 2010 aus Argentinien beschriebene Art Guiomys unica.
Auf der Basis molekularbiologischer Daten wird eine Radiation der Meerschweinchenverwandten vor 26 bis 28 Millionen Jahren angenommen, während sich die verschiedenen Zweige der Meerschweinchen wahrscheinlich vor mehr als 18 Millionen Jahren im frühen Miozän voneinander trennten. Aus der frühen Phase dieser Entwicklung liegen allerdings nur wenige Fossilfunde vor, erst seit dem späten Miozän sind reichlich und vielfältige Fossilfunde vorhanden.
Neben den heute noch lebenden, rezenten, Arten und Gattungen wurden mehrere fossile Formen der Meerschweinchen beschrieben und innerhalb des Taxons eingeordnet. So gehören Fossilien der Gattungen Palaecavia und Dolicavia wahrscheinlich zu Vertretern der Eigentlichen Meerschweinchen und werden in die Verwandtschaft der Zwergmeerschweinchen eingeordnet. 2005 beschrieben Diego H. Verzi und Carlos A. Quintana die fossile Art Cavia galileoi aus dem späten Pliozän vor etwa 2,5 Millionen Jahren als älteste bekannte Art der Gattung Cavia, die Fossilien stammen dabei aus der San-Andrés-Formation nahe der argentinischen Hauptstadt Buenos Aires. 2017 wurde von Adriana M. Candela und Ricardo A. Bonini mit Cavia cabrerai eine weitere Art der Gattung aus der Andalhuala-Formation im Nordwesten Argentiniens mit einem Alter von etwa 4,7 Millionen Jahren beschrieben.
Orthomytera ist dagegen wahrscheinlich ein früher Vertreter der Stammlinie zu den Pampashasen, während Prodolichotis trotz des Namens in der Stammlinie der Hydrochoerinae einzuordnen ist. Weitere fossile Gattungen der Hydrochoerinae sind Cardiomys, Procardiomys, Phygatherium und Cardiotherium, die dort als möglicherweise abgeleiteter und damit jünger als die Abspaltung zur rezenten Gattung Kerodon von der Stammlinie zu den Capybaras angesehen werden. Obwohl die rezenten Arten der Meerschweinchen und damit auch der Capybaras nur in Südamerika vorkommen, gibt es mit Neochoerus eine fossile Gattung, die im späten Pleistozän bis nach Nordamerika und dort bis in den Süden der heutigen Vereinigten Staaten entlang der Küsten des Golfs von Mexiko und des Atlantik vorkam.

## Forschungsgeschichte

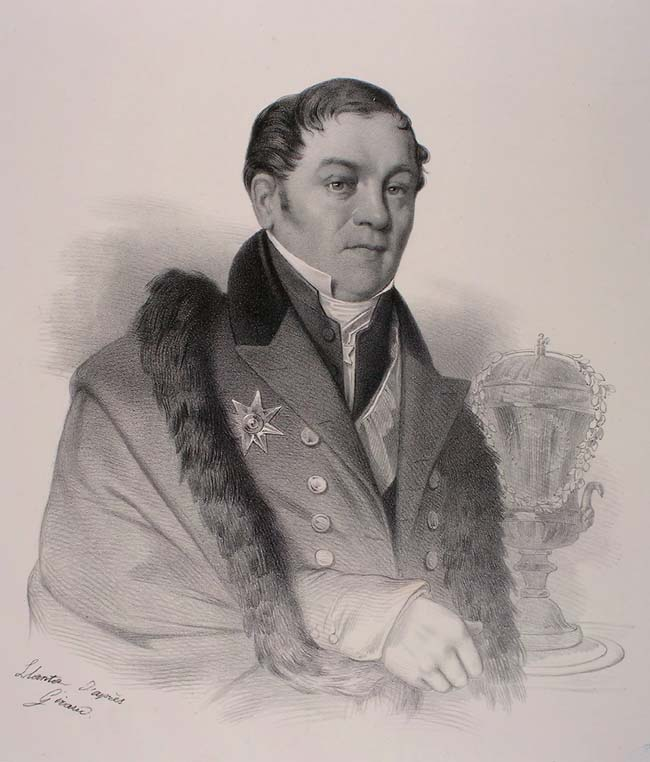
Gotthelf Fischer von Waldheim (1771–1853)

Die Familie Caviidae wurde 1817 von Gotthelf Fischer von Waldheim zum ersten Mal als „Caviarum“ beschrieben und etabliert, der neben den bereits bekannten Hausmeerschweinchen und Gemeinen Meerschweinchen auch die Agutis (Dasyprocta) und die unter dem Namen Coelogenys eingeführten Pakas (heute Cuniculus) in diese Familie zusammenführte. Häufig wird die Familie allerdings John Edward Gray als Erstautor zugeordnet, der sie in einem Aufsatz von 1821 nutzte.
Einzelne Arten der Meerschweinchen waren bereits in der Naturkunde bekannt, bevor Carl von Linné die zehnte Auflage seiner Systema Naturae von 1758 als Basis der modernen Nomenklatur schrieb. Er beschrieb in diesem Werk das Hausmeerschweinchen als Mus porcellus und ordnete es den Mäusen zu. In seinem Werk Miscellanea zoologica veröffentlichte Peter Simon Pallas eine wissenschaftliche Erstbeschreibung des Klippschliefers und wählte für diesen den Namen Cavia capensis. Er verglich darin den Klippschliefer mit dem als Cavia cobaya bezeichneten Hausmeerschweinchen, den Agutis und den Capybaras und ordnete den in Afrika vorkommenden Klippschliefer den südamerikanischen Meerschweinchen innerhalb der Nager zu. Den Namen Cavia hatte Pallas von Jacob Theodor Klein übernommen, der die Gattungsbezeichnung bereits 1751 für die südamerikanischen Meerschweinchen gebrauchte und sich seinerseits auf ein Werk zur Naturgeschichte Brasiliens von Georg Marggraf aus dem Jahr 1648 als Quelle bezog. Pallas wurde damit wissenschaftlicher Erstautor für die Gattung Cavia und Linné für die daraus resultierende Artbenennung Cavia porcellus.
Das Capybara oder Wasserschwein wurde von Linné 1766 in der 12. Auflage der Systema Naturae innerhalb der Schweine als Sus hydrochaeris wissenschaftlich beschrieben. Auch das war Marggraf und Klein bereits bekannt und Pallas erwähnte es ebenso bei der Klippschliefer-Beschreibung in der Miscellanea zoologica. Johann Christian Polycarp Erxleben beschrieb 1777 das Gemeine Meerschweinchen als wilde Form der bereits bekannten Meerschweinchen und die Erstbeschreibung des Großen Pampashasen erfolgte 1780 durch Eberhard August Wilhelm von Zimmermann als Cavia patagonum. Die meisten anderen Arten und Unterarten wurden im 19. Jahrhundert beschrieben, einzelne Arten folgten im 20. Jahrhundert. Zu den jüngsten Beschreibungen gehört die des Klettermeerschweinchens (Kerodon acrobata) im Jahr 1997, aber auch das 1982 als Unterart des Gemeinen Meerschweinchens beschriebene Patzelt-Meerschweinchen (Cavia patzelti) wurde erst 2010 in den Rang einer eigenen Art erhoben.

## Meerschweinchen und Menschen

### Bezeichnungen

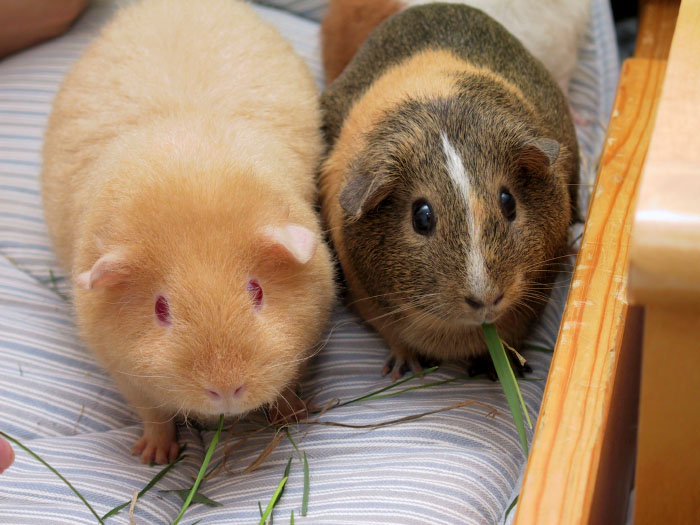
Hausmeerschweinchen

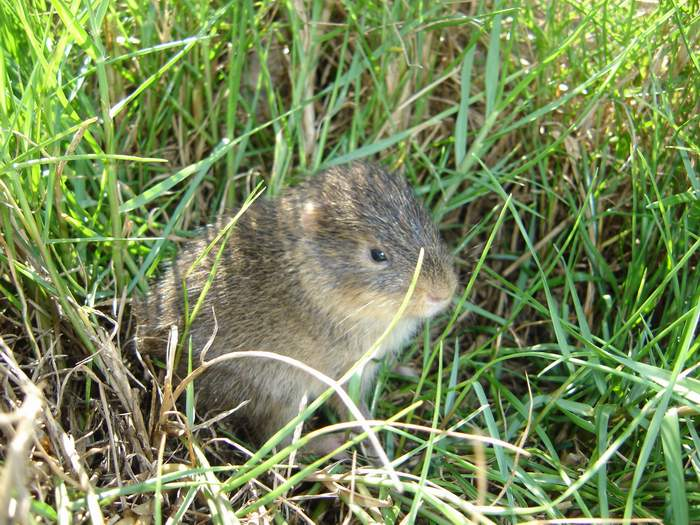
Santa-Catarina-Meerschweinchen (Cavia intermedia)

Der deutsche Name „Meerschweinchen“ für diese Tiere entstand vermutlich, weil spanische Seefahrer Hausmeerschweinchen über das Meer nach Europa brachten und die Quiekgeräusche der Meerschweinchen an die von Hausschweinen erinnern. Auch der gedrungene Körperbau und die Rückbildung des Schwanzes stellen eine gewisse Ähnlichkeit mit Schweinen her. Im englischen Namen guinea pig ist ebenfalls der Bezug zum Schwein (pig) enthalten. Die Herkunft des Namensbestandteils guinea ist nicht geklärt. Denkbar ist unter anderem eine Verwechslung von Guyana in Südamerika mit Guinea in Afrika. Die Vermutung, guinea habe etwas mit der Guinee-Goldmünze (englisch guinea) und dem Verkaufspreis der Tiere zu tun, ist unhaltbar: Der englische Arzt William Harvey hat die Bezeichnung Ginny-pig bereits 1653 verwendet, zehn Jahre bevor die ersten Guineen geprägt wurden. Im Französischen heißt das Tier cochon d’Inde („Schwein aus Indien“) und im Spanischen conejillo de Indias („Kaninchen aus Indien“).
Von der Quechua sprechenden Bevölkerung Lateinamerikas wurden die Tiere als quwi (oder qowi) bezeichnet, im südamerikanischen Spanischen nennt man sie heute cuy. Zudem heißen sie acuritoin in Venezuela, cori in Kolumbien sowie andjaca oder acashin in Teilen Perus, von den Indigenen Boliviens werden sie huancu genannt.

### Bedrohung und Schutz
Die meisten Arten der Meerschweinchen werden als nicht gefährdet betrachtet und verfügen in ihren Verbreitungsgebieten über stabile Populationen. Sie sind in der Regel tolerant gegenüber leichten Veränderungen in ihren Lebensräumen und können auch in Habitaten leben, die sich als Mosaik aus natürlichen Restarealen, Wiesen und landwirtschaftlich genutzten Flächen zusammensetzen. Ausnahmen bilden vor allem Arten mit einem sehr kleinen Verbreitungsgebiet wie etwa das vom Aussterben bedrohte Santa-Catarina-Meerschweinchen, das nur auf einer Insel vor der brasilianischen Küste vorkommt und dessen Bestand auf durchschnittlich 42 erwachsene Tiere geschätzt wird. Das Shipton-Zwergmeerschweinchen wurde aufgrund der Fragmentierung seiner Lebensräume zeitweise als bedroht eingestuft, der Große Pampashase gilt weiterhin durch den Rückgang der für ihn notwendigen Lebensräume und der Konkurrenz zu Weidetieren als bedroht.
Über einzelne Arten wie das Klettermeerschweinchen und das Patzelt-Meerschweinchen liegen zu wenige Daten für eine Einschätzung vor.

### Nutz- und Haustiere
In Teilen Lateinamerikas werden insbesondere echte Meerschweinchen, aber auch Capybaras und andere Arten als Fleischlieferanten genutzt. Sie werden entsprechend in ihren Verbreitungsgebieten gejagt, obwohl die Jagd in weiten Teilen verboten oder nur für die indigene Bevölkerung erlaubt ist. Der Jagddruck auf die meisten Arten ist dabei allerdings gering und stellt in der Regel keine bestandsgefährdende Bedrohung dar. Das Bergmeerschweinchen wurde aber im Nordosten Brasiliens als wertvolle Proteinquelle intensiv bejagt, und es gibt Domestizierungsversuche, um den Jagddruck auf die Populationen zu reduzieren. Das Capybara wird ebenfalls bejagt und sowohl als Fleisch- wie auch als Lederquelle für das sogenannte „carpincho“ genutzt, das zur Herstellung von Handschuhen, Schuhen und anderen Produkten genutzt und verkauft wird. Die Tiere werden entsprechend in Argentinien, Brasilien und Venezuela auch in Gefangenschaft gehalten.

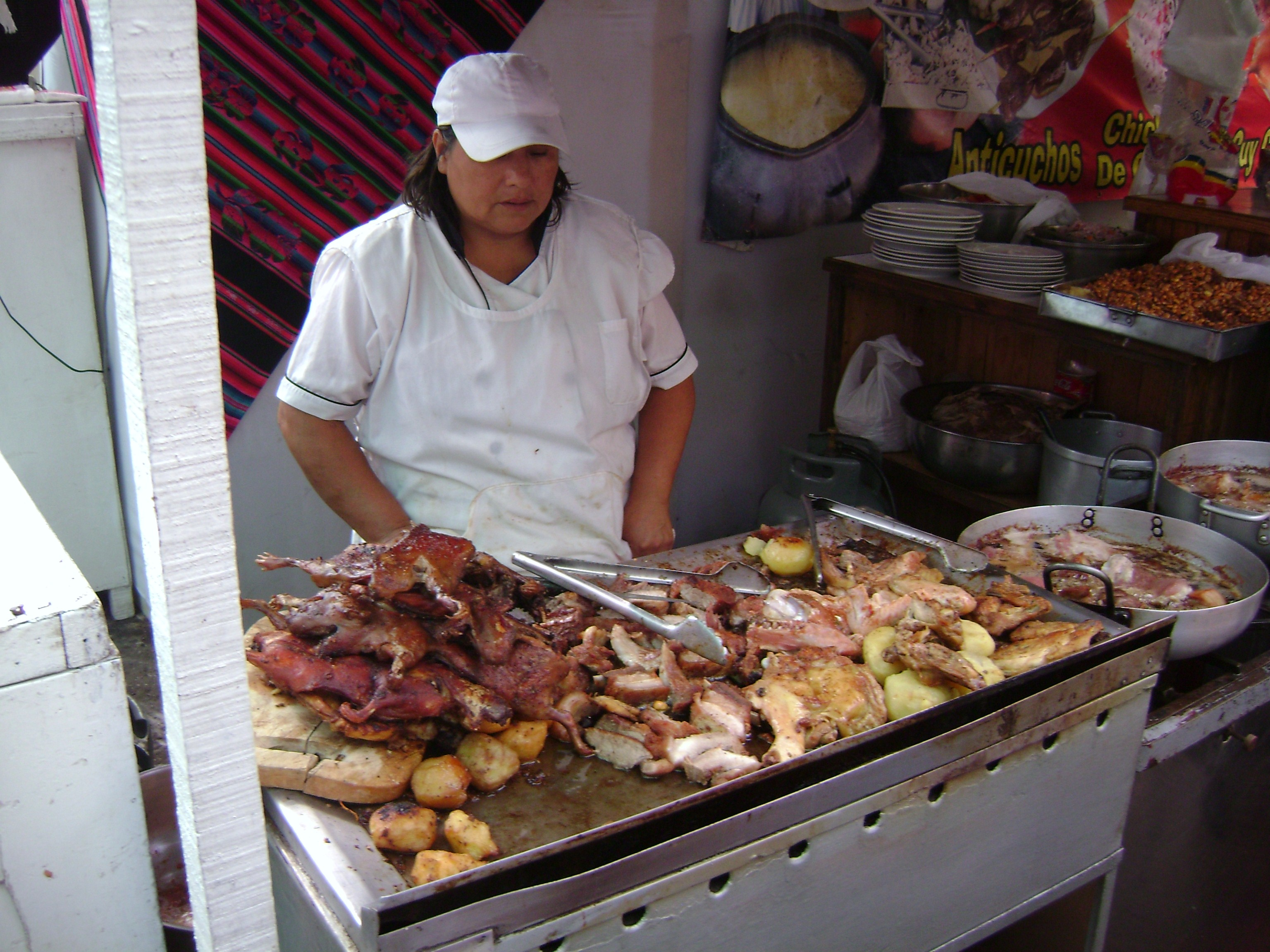
Gegrillte Meerschweinchen an einem Stand in Peru

Zu Nahrungszwecken wurden Meerschweinchen domestiziert. Wahrscheinlich begann die Domestizierung damit, dass die Tiere den Müll an menschlichen Wohnstätten aufsuchten und dann in Käfigen und Ställen gehalten und gefüttert wurden. Die Domestizierung erfolgte mutmaßlich um etwa 1000 vor unserer Zeitrechnung. Auf der Basis molekularbiologischer und zytogenetischer Merkmale wurde eine enge Verwandtschaft zwischen dem Tschudi-Meerschweinchen und dem Hausmeerschweinchen festgestellt, wodurch das Tschudi-Meerschweinchen als wahrscheinliche Schwesterart des Hausmeerschweinchens und damit zugleich als Ursprungsform für die Domestizierung betrachtet wird. Während der Zeit der Inka spielten Meerschweinchen eine zentrale Rolle der Ernährung und auch in der Religion. Die Tiere wurden zusammen mit anderen Haustieren auf öffentlichen Plätzen geopfert, um die Götter zu besänftigen und zu verhindern, dass sie die kommenden Ernten beschädigen. Es galt zudem als Omen und war für die Wahrsagerei wichtig. Die Inka-Wahrsager öffneten die Tiere mit ihren Fingernägeln und untersuchten die Eingeweide, um zukünftige Ereignisse vorherzusagen.
Das Meerschweinchen wird heute weltweit als Haustier und Heimtier gehalten, wobei es ursprünglich nur in Südamerika als Fleischlieferant diente. Dort werden geschätzt pro Jahr etwa 65 Millionen Tiere konsumiert. In einigen Regionen Afrikas und Asiens werden Meerschweinchen ebenfalls als Fleischquelle genutzt. Vor allem in Kamerun wurde das Potenzial von Hausmeerschweinchen bei der Versorgung der Bevölkerung bereits seit den 1990er Jahren identifiziert und die Haltung entsprechend vorangetrieben. Eine weitere Nutzung der Hausmeerschweinchen liegt im Bereich der wissenschaftlichen und medizinischen Versuchstiere, wo das Meerschweinchen neben der Laborratte und der Hausmaus das wichtigste Versuchstier unter den Nagetieren ist. International werden die Tiere allerdings vor allem als Heimtiere und dabei vor allem für und von Kindern gehalten.

## Belege
1. 1 2 3 4 5 6 7 8 9 10  
„Morphological Aspects“ In: Thomas E. Lacher, Jr.: Family Caviidae In: Don E. Wilson, T.E. Lacher, Jr., Russell A. Mittermeier (Hrsg.): Handbook of the Mammals of the World: Lagomorphs and Rodents 1. (HMW, Band 6) Lynx Edicions, Barcelona 2016, S. 406–411.
2. 1 2 3  
„Systematics“ In: Thomas E. Lacher, Jr.: Family Caviidae In: Don E. Wilson, T.E. Lacher, Jr., Russell A. Mittermeier (Hrsg.): Handbook of the Mammals of the World: Lagomorphs and Rodents 1. (HMW, Band 6) Lynx Edicions, Barcelona 2016, S. 406–407.
3. 1 2 3 4 5  
„General Habits“ In: Thomas E. Lacher, Jr.: Family Caviidae In: Don E. Wilson, T.E. Lacher, Jr., Russell A. Mittermeier (Hrsg.): Handbook of the Mammals of the World: Lagomorphs and Rodents 1. (HMW, Band 6) Lynx Edicions, Barcelona 2016, S. 414–417.
4. ↑  Lina S. V. Roth, Anna Balkenius, Almut Kelber: Colour perception in a dichromat. In: Journal of Experimental Biology. 210, Nr. 16, 2007, ISSN 0022-0949, S. 2795–2800, doi:10.1242/jeb.007377, PMID 17690226.
5. ↑  
Jonathan L. Dunnum, Jorge Salazar-Bravo: Karyotypes of some members of the genus Cavia (Rodentia: Caviidae) from Bolivia. Mammalian Biology 71, 2006; S. 366–370. doi:10.1016/j.mambio.2006.04.006.
6. 1 2  
Carlos H. Salvador, Fernando A. S. Fernandez: Population Dynamics and Conservation Status of the Insular Cavy Cavia intermedia (Rodentia: Caviidae). Journal of Mammalogy 89 (3), 5. Juni 2008; S. 721–729. doi:10.1644/07-MAMM-A-0088R1.1.
7. 1 2 3  
Jonathan L. Dunnum: Genus Cavia Pallas, 1766 In: James L. Patton, Ulyses F.J. Pardinas, Guillermo D’Elía (Hrsg.): Mammals of South America, Volume 2 – Rodents. The University of Chicago Press, Chicago 2015; S. 691–692.
8. 1 2 3 4 5 6 7  
„Habitat“ In: Thomas E. Lacher, Jr.: Family Caviidae In: Don E. Wilson, T.E. Lacher, Jr., Russell A. Mittermeier (Hrsg.): Handbook of the Mammals of the World: Lagomorphs and Rodents 1. (HMW, Band 6) Lynx Edicions, Barcelona 2016, S. 411–413.
9. 1 2 3 4 5  
„Communication“ In: Thomas E. Lacher, Jr.: Family Caviidae In: Don E. Wilson, T.E. Lacher, Jr., Russell A. Mittermeier (Hrsg.): Handbook of the Mammals of the World: Lagomorphs and Rodents 1. (HMW, Band 6) Lynx Edicions, Barcelona 2016, S. 417–421.
10. ↑  
Oliver Adrian, Norbert Sachser: Diversity of social and mating systems in cavies: a review. Journal of Mammalogy 92 (1), 16. Februar 2011; S. 39–53. doi:10.1644/09-MAMM-S-405.1.
11. 1 2 3 4 5 6  
„Food and Feeding“ In: Thomas E. Lacher, Jr.: Family Caviidae In: Don E. Wilson, T.E. Lacher, Jr., Russell A. Mittermeier (Hrsg.): Handbook of the Mammals of the World: Lagomorphs and Rodents 1. (HMW, Band 6) Lynx Edicions, Barcelona 2016, S. 421–423.
12. ↑  
Sasha Englard, Sam Seifter: The biochemical functions of ascorbic acid. Annual Review of Nutrition 6, 1986; S. 365–406. doi:10.1146/annurev.nu.06.070186.002053.
13. ↑  
Shayne C. Gad (Hrsg.): Animal Models in Toxicology. 2. Ausgabe. CRC/Taylor & Francis, Boca Raton FL u. a. 2007, ISBN 978-0-8247-5407-5, S. 334–402.
14. 1 2 3 4 5  
„Breeding“ In: Thomas E. Lacher, Jr.: Family Caviidae In: Don E. Wilson, T.E. Lacher, Jr., Russell A. Mittermeier (Hrsg.): Handbook of the Mammals of the World: Lagomorphs and Rodents 1. (HMW, Band 6) Lynx Edicions, Barcelona 2016, S. 424–425.
15. ↑  
Katharina Dittmar: Arthropod and Helminth Parasites of the Wild Guinea Pig, Cavia aperea, from the Andes and the Cordillera in Peru, South America. The Journal of Parasitology 88 (2), 2002; S. 409–411. doi:10.2307/3285601
16. ↑  
K.A. Almeida, F.L. Freitas, J.H. Tebaldi, A.A. Nascimento: Helminth parasites from free-ranging and captive rock cavies (Kerodon rupestris Rodentia: Caviidae) from the semi-arid region of Brazilian northeastern. Archives of Veterinary Science 13 (2), 2008; S. 133–139. (Volltext).
17. ↑  
Marcelo B. Labruna, Santiago Nava, Arlei Marcili, Amalia R. M. Barbieri, Pablo H. Nunes, Mauricio C. Horta, José M. Venzal: A new argasid tick species (Acari: Argasidae) associated with the rock cavy, Kerodon rupestris Wied-Neuwied (Rodentia: Caviidae), in a semiarid region of Brazil. Parasites Vectors 9, 511, 2016. doi:10.1186/s13071-016-1796-7.
18. ↑  
Marie-Claude Durette-Desset: Pudica pujoli n. sp. (Nematoda, Trichostrongyloidea), parasite d’un rongeur caviidae de Bolivie. Ann. Parasitol. Hum. Comp. 65 (3), 1990; S. 141–144. doi:10.1051/parasite/1990653141
19. 1 2 3 4 5  
Diane L. Rowe, Rodney L. Honeycutt: Phylogenetic Relationships, Ecological Correlates, and Molecular Evolution Within the Cavioidea (Mammalia, Rodentia). Molecular Biology and Evolution 19 (3), 2002; S. 263–277. (Volltext)
20. 1 2  
Jonathan L. Dunnum: Superfamily Cavioidea G. Fischer, 1817 In: James L. Patton, Ulyses F.J. Pardinas, Guillermo D’Elía (Hrsg.): Mammals of South America, Volume 2 – Rodents. The University of Chicago Press, Chicago 2015; S. 690.
21. ↑  
Jonathan L. Dunnum: Suborder Hystricomorpha Brandt, 1855, Infraorder Hystricognathi Tullberg, 1899 In: James L. Patton, Ulyses F.J. Pardinas, Guillermo D’Elía (Hrsg.): Mammals of South America, Volume 2 – Rodents. The University of Chicago Press, Chicago 2015; S. 688–690.
22. 1 2  
Juan C. Opazo: A molecular timescale for caviomorph rodents (Mammalia, Hystricognathi). Molecular Phylogenetics and Evolution 37, 2005; S. 932–937. doi:10.1016/j.ympev.2005.05.002, Volltext.
23. 1 2  
Diane L. Rowe, Katherine A. Dunn, Ronald M. Adkins, Rodney L. Honeycutt: Molecular clocks keep dispersal hypotheses afloat: evidence for trans-Atlantic rafting by rodents. Journal of Biogeography 37 (2), Februar 2010; S. 305–324. doi:10.1111/j.1365-2699.2009.02190.x.
24. 1 2 3 4 5 6  
María E. Pérez, Diego Pol: Major Radiations in the Evolution of Caviid Rodents: Reconciling Fossils, Ghost Lineages, and Relaxed Molecular Clocks. PlosOne, 29. Oktober 2012. doi:10.1371/journal.pone.0048380.
25. ↑  
Nathan S. Upham, Bruce D. Patterson: Diversification and biogeography of the Neotropical caviomorph lineage Octodontoidea (Rodentia: Hystricognathi). Molecular Phylogenetics and Evolution 63 (2), Mai 2012; S. 417–429. doi:10.1016/j.ympev.2012.01.020.
26. 1 2  
Jonathan L. Dunnum: Family Caviidae G. Fischer, 1817 In: James L. Patton, Ulyses F.J. Pardinas, Guillermo D’Elía (Hrsg.): Mammals of South America, Volume 2 – Rodents. The University of Chicago Press, Chicago 2015; S. 690–691.
27. 1 2  
Thomas E. Lacher, Jr.: Family Caviidae In: Don E. Wilson, T.E. Lacher, Jr., Russell A. Mittermeier (Hrsg.): Handbook of the Mammals of the World: Lagomorphs and Rodents 1. (HMW, Band 6) Lynx Edicions, Barcelona 2016, S. 406–438.
28. ↑  
Don E. Wilson, DeeAnn M. Reeder (Hrsg.): Mammal Species of the World. 3. Auflage. 2005.
29. ↑  
María Guiomar Vucetich, Cecilia M. Deschamps, María E. Pérez: Paleontology, Evolution and Systematics of Capybara. In: José Roberto Moreira, Katia Maria P.M.B. Ferraz, Emilio A. Herrera, David W. Macdonald (Hrsg.): Capybara. Biology, Use and Conservation of an Exceptional Neotropical Species. Springer Science & Business Media 2012; S. 39–59. ISBN 978-1-4614-3999-8.
30. 1 2  
María E. Pérez, María G. Vucetich: A New Extinct Genus of Cavioidea (Rodentia, Hystricognathi) from the Miocene of Patagonia (Argentina) and the Evolution of Cavioid Mandibular Morphology. Journal of Mammalian Evolution 18 (3), September 2011; S. 163–183. doi:10.1007/s10914-011-9154-1.
31. ↑  
K. Solmsdorff, D. Kock, C. Hohoff, N. Sachser: Comments on the genus Galea Meyen 1833 with description of Galea monasteriensis n. sp. from Bolivia (Mammalia, Rodentia, Caviidae). Senckenbergiana Biologica 84, 2004; S. 137–156.
32. ↑  
Jonathan L. Dunnum, Jorge Salazar-Bravo: Phylogeny, evolution, and systematics of the Galea musteloides complex (Rodentia: Caviidae). Journal of Mammalogy 91 (1), 17. Februar 2010; S. 243–259. doi:10.1644/08-MAMM-A-214R1.1
33. ↑  
Jonathan L. Dunnum: G. m. boliviensis (Waterhouse, 1848) In: James L. Patton, Ulyses F.J. Pardinas, Guillermo D’Elía (Hrsg.): Mammals of South America, Volume 2 – Rodents. The University of Chicago Press, Chicago 2015; S. 709. ISBN 978-0-226-16957-6.
34. ↑  
Pablo Teta, Ricardo A. Ojeda, Sergio O. Lucero, Guillermo D’Elía: Geographic Variation in Cranial Morphology of the Southern Mountain Cavy, Microcavia australis (Rodentia, Caviidae): Taxonomic Implications, with the Description of a New Species. Zoological Studies 56, 2017; e29. doi:10.6620/ZS.2017.56-29
35. 1 2  
María E. Pérez, María G. Vucetich: Asteromys punctus Ameghino (Rodentia, Hystricognathi Cavioidea) from the Late Oligocene of Patagonia (Argentina) and the Early Evolution of Cavioidea Sensu stricto. Ameghiniana 49 (1), 2012; S. 118–125. doi:10.5710/AMGH.v49i1(449).
36. ↑  
María E. Pérez: A new rodent (Cavioidea, Hystricognathi) from the middle Miocene of Patagonia, mandibular homologies, and the origin of the crown group Cavioidea sensu stricto. Journal of Vertebrate Paleontology 30 (65), 2010; S. 1848–1859. doi:10.1080/02724634.2010.522432.
37. ↑  
Diego H. Verzi, Carlos A. Quintana: The caviomorph rodents from the San Andrés Formation, east-central Argentina, and global Late Pliocene climatic change. Palaeogeography, Palaeoclimatology, Palaeoecology 219 (3–4), 18. April 2005; S. 303–320, hier 305–308. doi:10.1016/j.palaeo.2005.01.003.
38. ↑  
Adriana M. Candela, Ricardo A. Bonini: A new guinea pig (Rodentia, Caviomorpha) from northwestern Argentina: implications for the origin of the genus Cavia. Journal of Vertebrate Paleontology 37 (4), 2017; Artikel e1352591. doi:10.1080/02724634.2017.1352591.
39. ↑  
Jon Baskin, P. Darrow Gervais, Camille J. Gervais: A Late Pleistocene capybara (Rodentia, Caviidae, Hydrochoerinae) from near Houston, Texas, USA, with a brief review of North American fossil capybaras. Proceedings of the Academy of Natural Sciences of Philadelphia 167 (1), 2020; S. 57–68. doi:10.1635/053.167.0105.
40. ↑  
Gotthelf Fischer von Waldheim: Adversaria zoologica. Fasciculus primus. In: Quaedam ad mammalium systema et genera illustranda. Mémoires de la Société Impériale des Naturalistes de Moscou. 5: 357–446. ()
41. ↑  
John Edward Gray: On the natural arrangement of vertebrose animals. The London Medical Repository Monthly Journal and Review 15, 1821; S. 296–310.
42. ↑  
Carl von Linné: Systema naturae … 10. Auflage 1766, S. 59. (Digitalisat)
43. 1 2  
Peter Simon Pallas: Miscellanea zoologica. Den Haag, 1766, S. 1–224 (S. 30–47) (biodiversitylibrary.org).
44. 1 2  
Willem Piso und Georg Marggraf: Historia Rerum Naturalis Brasiliae. Leiden und Amsterdam 1648, S. 224 (biodiversitylibrary.org).
45. 1 2  
Jacob Theodor Klein: Quadrupedum dispositio brevisque historia naturalis. Leipzig, 1751, S. 1–128 (S. 49) (biodiversitylibrary.org).
46. ↑  
Carl von Linné: Systema naturae … 12. Auflage 1766, S. 103. (Digitalisat)
47. 1 2  
Jonathan L. Dunnum, Jorge Salazar-Bravo: Molecular systematics, taxonomy and biogeography of the genus Cavia (Rodentia: Caviidae). Journal of Zoological Systematics and Evolutionary Research 48 (4), 2010; S. 376–388. doi:10.1111/j.1439-0469.2009.00561.x
48. ↑  Vgl. Online Etymology Dictionary: guinea pig (englisch)
49. ↑  William Harvey (1653): Anatomical exercitations concerning the generation of living creatures to which are added particular discourses of births and of conceptions, etc., S. 527.
50. 1 2 3 4 5  
Daniel W. Gade: The Guinea Pig in Andean Folk Culture.Geographical Review 57 (2), April 1967; S. 213–224. (JSTOR).
51. 1 2  
„Status and Conservation“ In: Thomas E. Lacher, Jr.: Family Caviidae In: Don E. Wilson, T.E. Lacher, Jr., Russell A. Mittermeier (Hrsg.): Handbook of the Mammals of the World: Lagomorphs and Rodents 1. (HMW, Band 6) Lynx Edicions, Barcelona 2016, S. 431.
52. ↑  
Cavia intermedia in der Roten Liste gefährdeter Arten der IUCN 2022. Eingestellt von: N. Roach, 2016. Abgerufen am 3. September 2022.
53. ↑  
Dolichotis patagonum in der Roten Liste gefährdeter Arten der IUCN 2022. Eingestellt von: N. Roach, 2016. Abgerufen am 7. September 2022.
54. ↑  
Kerodon acrobata in der Roten Liste gefährdeter Arten der IUCN 2022. Eingestellt von: N. Roach, 2016. Abgerufen am 3. September 2022.
55. ↑  
Cavia patzelti in der Roten Liste gefährdeter Arten der IUCN 2022. Eingestellt von: N. Roach, 2016. Abgerufen am 3. September 2022.
56. 1 2 3 4  
„Relationship with Humans“ In: Thomas E. Lacher, Jr.: Family Caviidae In: Don E. Wilson, T.E. Lacher, Jr., Russell A. Mittermeier (Hrsg.): Handbook of the Mammals of the World: Lagomorphs and Rodents 1. (HMW, Band 6) Lynx Edicions, Barcelona 2016, S. 431.
57. ↑  
Ángel Enrique Spotorno, John Pablo Valladares, Juan C. Marín, Horacio Zeballos: Molecular diversity among domestic guinea-pigs (Cavia porcellus) and their close phylogenetic relationship with the Andean wild species Cavia tschudii. Revista Chilena de Historia Natural 77 (2), Juni 2004; S. 243–250. doi:10.4067/S0716-078X2004000200004.
58. ↑  
Laura I. Walker, Miguel A. Soto, Ángel E. Spotorno: Similarities and differences among the chromosomes of the wild guinea pig Cavia tschudii and the domestic guinea pig Cavia porcellus (Rodentia, Caviidae). Comparative Cytogenetics 8(2), 2004: S 153–167. doi:10.3897/CompCytogen.v8i2.7509.
59. ↑  
Daniel H. Sandweiss, Elizabeth S. Wing: Ritual Rodents: The Guinea Pigs of Chincha, Peru. Journal of Field Archaeology 24 (1), 1997; S. 47–58. (JSTOR)
60. ↑  
Peter J. Lammers, Sarah L. Carlson, Gretchen A. Zdorkowski, and Mark S. Honeyman: Reducing food insecurity in developing countries through meat production: the potential of the guinea pig (Cavia porcellus). Renewable Agriculture and Food Systems 24(2), 2009; S. 155–162. doi:10.1017/S1742170509002543.
61. ↑  
J.D. Ngou Ngoupayou, J.M. Fotso, J. Kouonmenioc: The Guinea pig Cavia porcellus L., as a meat producing animal in Cameroon. Tropicultura 1994 (Abstract).
62. ↑  
M. Nuwanyakpa, S.D. Lukefahr, D. Gudahl, J.D. Ngoupayou: The current stage and future prospects of guinea pig production under smallholder conditions in West Africa; 2. Cameroon case. Livestock Research for Rural Development 9 (5), 1997. (Volltext).